# Setmana Santa de Màlaga
La Setmana Santa de Màlaga, declarada d'Interès Turístic Internacional el 16 de febrer de 1980, és un gran esdeveniment de caràcter religiós, social i cultural que se celebra cada any a la ciutat de Màlaga. Tenen lloc desfilades processionals des del Diumenge de Rams fins al Divendres Sant, quedant el Dissabte Sant com a lapse fins al Diumenge de Resurrecció, quan surt Jesús ressuscitat acompanyat per una representació de totes les corporacions.
Les plataformes sobre les que són portades les sagrades imatges són denominades a Màlaga trons, a diferència de la majoria d'altres setmanes santes de la geografia espanyola. Els trons posseeixen notables diferències amb els passos de les altres ciutats: mentre que els últims són portats per costalers sobre les cervicals, els primers són carregats per homes de tron, que posen la seva espatlla sota els varales —peces de metall o fusta de diversos metres de longitud que sobresurten del cajillo (estructura) del tron—; a més els trons solen ser, en la seva gran majoria, de major grandària que els passos.
Com en les altres ciutats, a Màlaga cada festeig processional sol estar format per dos trons (Crist i Verge), i cadascun d'aquests és acompanyat per penitents (nazarenos, que poden porten ciris o estris, com llibres de regles, fanals...) i promeses (persones que han promès fer penitència a canvi d'algun favor i van acompanyant al tron darrere de la banda). Una característica d'aquesta ciutat és l'escorta dels cossos militars i de seguretat de l'Estat als Sagrats Titulars que veneren, com la Brigada Paracaigudista, la Legió, la Marina, els Regulars, els Infants de Marina, la Policia Local o la Guàrdia Civil.
A més a més de l'estació de penitència, les germandats i confraries duen a terme altres activitats, dins dels tres pilars sobre els quals es basen: formació, culte i caritat. Són múltiples les obres assistencials que les germandats i confraries realitzen a Màlaga, com ara finançar menjadors socials, donar aliments o atendre a persones majors i/o malaltes. Es realitzen cultes interns al llarg de l'any (quinarios, triduos...) en els quals se solen presentar les imatges als nadons o nens petits i es lliuren medalles amb el segell heràldic de la corporació.
Existeix una Agrupació de Confraries, fundada el 1921, pionera a Espanya, els membres de la qual són triats cada quatre anys pels germans majors de les diferents germandats i confraries. Aquesta institució —independent de qualsevol govern—, s'encarrega de l'organització de la Setmana Santa i d'agilitzar els tràmits i acords amb les institucions oficials i de tot allò relatiu al recorregut oficial.

## Història

### Orígens
Després de la conquesta de Màlaga pels Reis Catòlics el 1487, es van crear les primeres confraries i germandats, a l'empara de les ordes religioses recentment establertes a la ciutat.
Durant la primera meitat del segle XVI ja existien a Màlaga almenys cinc confraries de la Passió: Vera-Cruz, Sangre, Ánimas de Ciegos, Monte Calvario i Soledad; totes elles vinculades a convents. A partir del Concili de Trento, i amb la intenció de combatre el protestantisme creixent, l'Església impulsà la creació de talles i la seva sortida als carrers. Aquesta mesura donà l'embranzida decisiva a la consolidació de les corporacions, el principal objectiu de les quals no és només fer processons, sinó també socórrer als més necessitats i assistir-los a l'hora de la mort. La manifestació de l'última voluntat de molts confrares va acompanyada gairebé sempre de disposicions concretes perquè se'ls enterri a la cripta de la seva germandat. En molts casos no es limiten a satisfer les despeses i obligacions dels enterraments i sufragis, sinó que dins de moltes germandats hi ha germans que tenen l'obligació d'assistir als moribunds, de portar-los els sagraments i de preparar-los per a la mort.

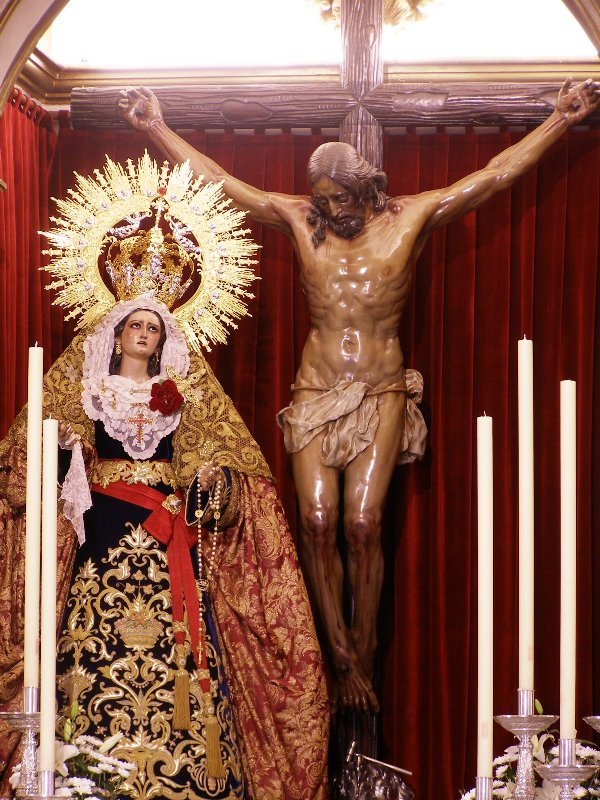
Dos dels tres sagrats titulars de la germandat de Zamarilla. La Virgen de la Amargura, atribuïda a Antonio Gutiérrez de León i Martínez, i el Cristo de los Milagros, obra de Francisco Palma Burgos.

### Escola malaguenyad'imatgeria
L'estil escultòric malagueny el configurarien una sèrie d'imatgers treballades a Màlaga durant la segona meitat del segle xvii, tenint el seu auge al segle xviii i el segle xix en menor mesura.
Fins a la segona meitat del xvii, les obres i els models escultòrics dels autors granadins i sevillans de l'escola andalusa predominaven a la ciutat. L'arribada de l'escultor Pedro de Mena a Màlaga l'any 1658 originaria una creixent homogeneïtzació en les obres dels imatgers. És sota la influència d'aquest i de José Micael Alfaro, quan neix l'estil malagueny que continuarà durant el segle següent amb Fernando Ortiz com a màxim exponent, el qual inclou influències italianes de Juan Domingo Olivieri. Cal destacar igualment l'obra d'artistes com Francisco Gómez de Valdivieso i Salvador Gutiérrez de León, entre d'altres.
Al segle xix, el principal escultor malagueny fou Antonio Gutiérrez de León, net de l'anterior, que va continuar la línia dels autors del darrer segle. Amb l'arribada del segle XX i malgrat l'existència d'escultors de la ciutat, l'escola malaguenya va decaure, sent el representant més destacat Francisco Palma García, els cànons del qual estaven ja allunyats dels establerts per Mena i el seu cercle. Durant segona meitat del segle van aparèixer les figures de Mario i Francisco Palma Burgos, però els encàrrecs a escultors sevillans, granadins i valencians van proliferar i el denominat estil malagueny es va esvair definitivament.

### Successos de 1931 i 1936
Al maig de 1931, durant el primer mes de vida de la Segona República Espanyola i com a reacció a les declaracions del cardenal Segura i a la fundació a Madrid del Cercle Monàrquic, van tenir lloc actes vandàlics contra els temples i convents d'un gran nombre de ciutats, sent els mateixos especialment virulents a Màlaga. Durant dues nits es van assaltar edificis religiosos de la ciutat, incendiant-los juntament amb les obres d'art, estris, biblioteques i relíquies que albergaven, entre elles les imatges propietat de les corporacions de natzarens.
Mentre que algunes talles van ser salvades en ser amagades durant els assalts, d'altres només es van poder rescatar en part, sent reconstruïdes posteriorment. Moltes altres es van perdre per sempre. Alguns dels temples que van sofrir incendis més greus van ser l'església de Santo Domingo, l'Església de San Felipe Neri i l'Església de la Merced, aquesta última, amb gravíssims danys i parcialment destruïda, no es va reconstruir i va ser derrocada a la dècada de 1960.
Quan les corporacions van començar a recompondre el seu patrimoni, el1936, van rebre una altra rèplica de successos vandàlics durant la Guerra Civil Espanyola.
Després de les destrosses de 1931 i en menor mesura, de 1936, a partir del 1937 es va dur a terme un procés gradual de reconstrucció patrimonial, pel qual les corporacions van acudir a diferents autors, com els malaguenys Francisco Palma Burgos, Pedro Pérez Hidalgo, Pedro Moreira i Adrián Rialler, els granadins José Gabriel Martín Simón, José Navas Parell i Nicolás Prats López, el sevillà Antonio Castillo Lastrucci, i el valencià Pío Mollar Franch, els quals van tallar noves imatges per ocupar el lloc d'aquelles desaparegudes.

## Germandats i confraries

### Corporacions no agrupades
El Divendres de Dolors i el Dissabte de Passió han estat sempre per a les corporacions uns dies de gran activitat en els temples i seus, si bé des de fa uns anys aquestes jornades s'han convertit en una data idònia per a aquelles corporacions amb festivitats encara no incorporades a l'Agrupació de Confraries. No obstant això, la Confraria del Mutilat, desagrupada després de la fi de la dictadura franquista, realitza el seu Via Crucis el Divendres Sant. Les confraries o associacions més recents solen fer processons els dies previs per tenir un major protagonisme.
És remarcable l'existència d'un nombre reduït, però considerable, de confraternitats que, malgrat comptar amb una trajectòria històrica, no realitzen cap estació de penitència. Aquestes germandats i confraries, a causa d'eventuals dificultats, van renunciar al culte extern sense deixar d'existir. Conseqüentment, no s'inclouen en aquests llistats.

#### IV Dissabte de Quaresma
- Grupo Parroquial del Carmen Doloroso. fan la processió pel barri del Pedregalejo. La seva processó es caracteritza per la serietat amb la qual s'assumeix tant en els atuells de la Verge (Anònim del segle xviii atribuïda a la família Asensio de la Truja) com en l'organització del festeig. La Imatge de La nostra Senyora del Carmen Dolorós fa la processó amb un tern brodat en el taller del malagueny Juan Rosén.[10]
- Asociación de Nuestro Padre Jesús de la Esperanza ante Anás. La seva primera sortida va ser en 2012. Actualment, esperen a la talla de la Verge, María Santíssima de la Vall. realitza la processió per la barriada del Pal, i compta amb una gran devoció tenint en compte la seva poca antiguitat. El grup escultòric representa el moment de "la bofetá" davant la mirada de Anás.[11]

#### V Dissabte de Quaresma
- Asociación de Nuestra Señora de la Esperanza y Refugio. Té la seu en l'asil d'ancians de la barriada de Miraflores dels Àngels (Asil dels Àngels). Fa la processó el dia del pregó de la setmana santa malaguenya i realitza la seva estació de penitència pels carrers de la seva barriada. La Imatge va ser restaurada el 2017 per l'imatger malagueny Juan Manuel García Palomo.[12] Fa la processó sota pal·li de Joaquín Salcedo Canca.
- Asociación de la Paloma de Mangas Verdes.[13] Fan la processó per la barriada de Mangas Verdes. Surten dos trons: el Crist de la Caritat i la Verge de la Coloma.[14]

#### Divendres de Dolors
- Asociación de Lágrimas del Carmen: Aquesta Verge que rep culte en una capella de carrer situada al Carrer Spiteri, realitza la processó des de la Parròquia de San Patricio la tarda del Divendres de Dolors, recorrent diversos carrers del barri de Huelin.[15]
- Hermandad de Nuestro Padre Jesús Nazareno del Paso, Nuestra Señora de los Dolores y San Antonio Abad: Fan la processó per la barriada de Churriana. És destacable que les talles tant de la Verge com del Crist daten del segle xviii, sent el Crist la imatge més antiga de la capital que representa aquesta iconografia.[16][17]
- Cofradía Sacramental del Santísimo Cristo de la Hermandad y Caridad, Nuestra Señora de los Dolores y San Juan Evangelista:[18] Realitza la seva estació de penitència pel districte del Port de la Torre.
- Asociación de la Encarnación de Dos Hermanas: realitza la processió per la barriada de Dos Hermanas. Tant la imatge de la Verge com la de Ntre. Pare Jesús De la Salvació Despullat En Les seves Vestidures, és de l'escultor malagueny José Dueñas Rosales.[19]
- Cofradía de Jesús de Medinaceli, Santo Cristo del Socorro y María Santísima de la Candelaria: Es troba instituïda a l'Església de Sant Tomás d'Aquino, al barri de Martiricos i fan la processió al Senyor de Medinaceli i a la Verge de la Candelaria tots dos obra d'Israel Cornejo. La processó discorre també pels barris de la Goleta, El Molinet i La Trinitat, arribant fins al centre, transitant pel Carrer Larios i l'entorn de la Catedral.

- Prohermandad de Nuestro Padre Jesús de la Victoria, Nuestra Señora del Sol y San Juan Evangelísta: Grup reorganitzat a la fi de 2014 al barri de la Victòria. Té la seu en el Convent de Religioses María Inmaculada, al Barri de la Victòria.[20]

#### Dissabte de Passió[21][22]
- Confraternidad de Culto y Procesión del Nazareno de la Llaga en el hombro y María Santísima de la Buena Fe: Aquesta confraternitat té actualment la seva seu en la Parròquia de la Stma. Trinidad. El Nazareno fa la processó durant la nit del Dissabte de Passió en un tron sota pal·li, d'estil antequerà. La Verge no surt durant la processó, però durant aquest dia queda exposada en un besamans.
- Llagas y Columna: realitza la processió pel barri de Miraflores dels Àngels. L'any 2007 va arribar al barri en una processó des del centre de la ciutat, la imatge va ser beneïda en el Col·legi d'Economistes de Màlaga[23] i l'any 2008 va realitzar la processó per primera vegada. El Senyor és obra de l'imatger Juan Manuel García Palomo.
- Desamparados: Fa la seva sortida el Dissabte de Passió des de la Parròquia de Santa María Goretti, al barri de Los Corazones. La Verge va realitzar una processó per primera vegada l'any 2008. La seva processó es caracteritza pel dol i la sobrietat de la mateixa.
- Jesús de los Niños: realitza la processió el Dissabte de Passió des de la barriada Nou Sant Andrés i passa pels barris de la Llum i de Belén. L'any 2016 beneeix al seu titular Santisimo Cristo, Luz del Mundo obra de D. Valerio Tellez Bermúdez. El Jesús de los Niños és obra de José Dueñas Rosales consta del Senyor amb un nen al seu costat. La Virgen del Mar és obra de Liébana.
- Encarnación y amor Divino: es realitza un rosari fins a l'església de la Puríssima, la imatge es trobava en una capella de carrer en Eugenio Gross. Després d'establir-se en la Parròquia del barri de Gamarra (La Puríssima) adquiriren una nova titular substituint la de l'escultor Javier Jiménez Rivero, per una de Jose María Hurtado l'any 2017, sent beneïda el diumenge 2 d'abril del mateix any (Diumenge de Passió). Actualment la dolorosa recorre els carrers del barri de manera solemne acompanyada per un grup de músics que afegeixen sons fúnebres durant la seva sortida processional.
- Prohermandad de Nuestro Padre Jesús de la Verdad ante Caifás y María Santísima del Sagrario: realitza la processió per la barriada de Carranque als seus dos titulars, obres de l'escultor sevillà Mario Zambrano. Constituïda l'associació amb anterioritat com a Nuestro Padre Jesús de la Paz y Humildad y María Santísima Estrella del Carmen a la barriada de Huelin i després, las Delicias fins que aconsegueixen establir-se en la Parròquia de San José Obrero (barri de Carranque).

### Corporacions agrupades

#### Diumenge de Rams[24]
El Diumenge de Rams és el primer dia de la Setmana Santa Malaguenya, les confraries que fan estació de penitència aquest dia es caracteritzen pel seu gran festeig infantil. La iconografia representa diversos passatges de la vida de Jesús.
- Pollinica: Confraria que obre la Setmana Santa malaguenya a primeres hores del matí i es caracteritza pel seu gran festeig infantil. Realitza la seva sortida des de la casa de la germandat del barri del Molinillo.
- Lágrimas y Favores (fusionades): Titular mariana de les Reals Confraries Fusionades (les imatges de les quals surten repartides entre el Diumenge de Rams, el Dimecres Sant i el Dijous Sant), caracteritzada per l'estètic tron en el qual realitza la processó. Antigament es realitzava un Rosari de l'Aurora el matí del Diumenge de Rams, per la feligresia de l'Església de San Juan, la seva seu.

- Humildad y Paciencia: Hermandad del Stmo. Cristo de la Humildad y Paciencia y Mª Stma. de Dolores y Esperanza y Nuestra Señora de la Aurora, és una corporació agrupada, de la Setmana Santa de Màlaga, del barri de la Cruz del Humilladero. Realitza la seva sortida des de la casa de la germandat Plazuela de Maria Santísima de Dolores y Esperanza.
- Humildad: germandat coneguda popularment com el "Silencio Blanco" per la seva serietat. Realitza el seu acte penitencial des del Santuari de la Victòria, la seva seu. El grup escultòric representa l'escena en la qual Pilat presenta al poble a Jesús assotat i coronat d'espines. La Verge de la Merced va darrere al costat de Sant Joan Evangelista, sota pal·li.

- Huerto: corporació que mostra l'escena de Jesús Orant a Getsemaní, caracteritzant-se per la gran envergadura de l'olivera natural que porta cada any en el tron. Acompanyant al Crist va Ntra. Sra. de la Concepció, que porta un peculiar i antic mantell. Resideix a l'Església dels Sants Màrtirs Ciríac i Paula i surt des de la casa de la germandat al barri del Perchel. Vinculada al gremi dels olivarers.
- Dulce Nombre: germandat que destaca per la gran qualitat del seu grup escultòric, que representa l'escena de les negacions de Sant Pere. La seva seu és l'Església de la Divina Pastora.
- Salutación: germandat amb dos trons, un en el qual es representa l'escena apòcrifa en la qual Jesús de Natzaret (de la Salutación) es troba amb les Santes Dones de Jerusalem i el seu rostre queda gravat en el drap de la Verònica, el qual, és pintat per un artista diferent cada any. Cal destacar la difícil sortida des de l'Església de Santo Felipe Neri, la seva seu.
- Salud: germandat caracteritzada per la seva sobrietat i el seu bon fer en la sortida. El Crist de l'Esperança en el seu Gran Amor representa els instants després d'haver estat crucificat; sota el pal·li l'acompanya Maria Santíssima de la Salut. És l'única corporació que es tanca en un lloc diferent del que surt. Surt des de la seva seu, la trinitària Església de Sant Pablo, i acaba el seu recorregut a la casa de la germandat.

- Prendimiento: germandat la desfilada processional de la qual recull el moment en el qual Judes Iscariot besa a Jesús i es produeix el seu arrest. Posseeix un ric grup escultòric de recent renovació, amb les talles de Sant Pere, Sant Joan, Malc, un romà i Jaume el Major. Molt popular i volguda al seu barri de Capuchinos, la seva seu és, igual que el Dulce Nombre, l'església de la Divina Pastora. Acompanya al Jesús del Prendimiento, la Virgen del Gran Perdón, que surt en processó en un dels trons més grans i impressionants de la ciutat; el seu mantell és considerat una de les joies patrimonials de la Setmana Santa malaguenya.[25]

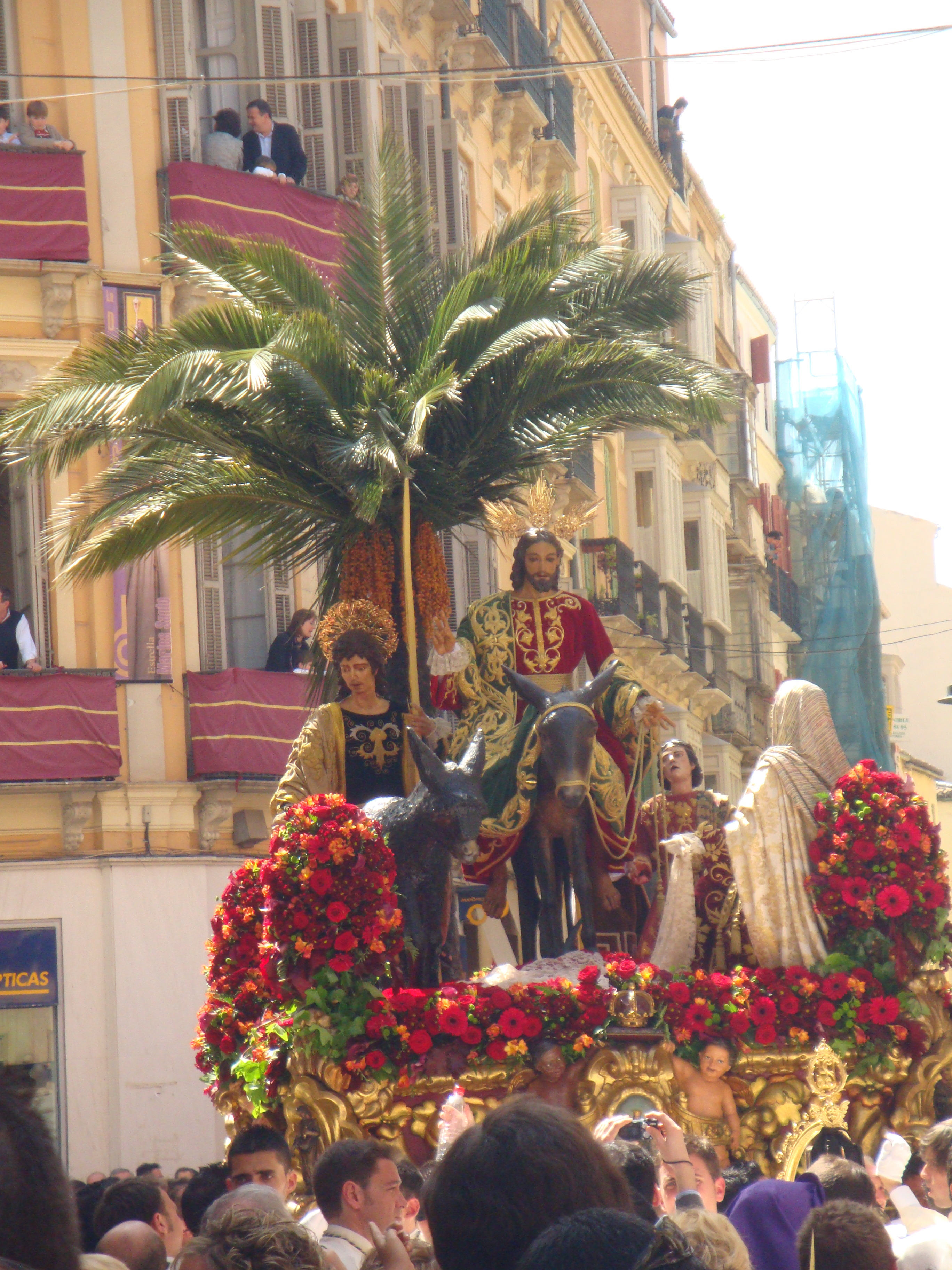
Jesús en la seva entrada triomfal a Jerusalem.
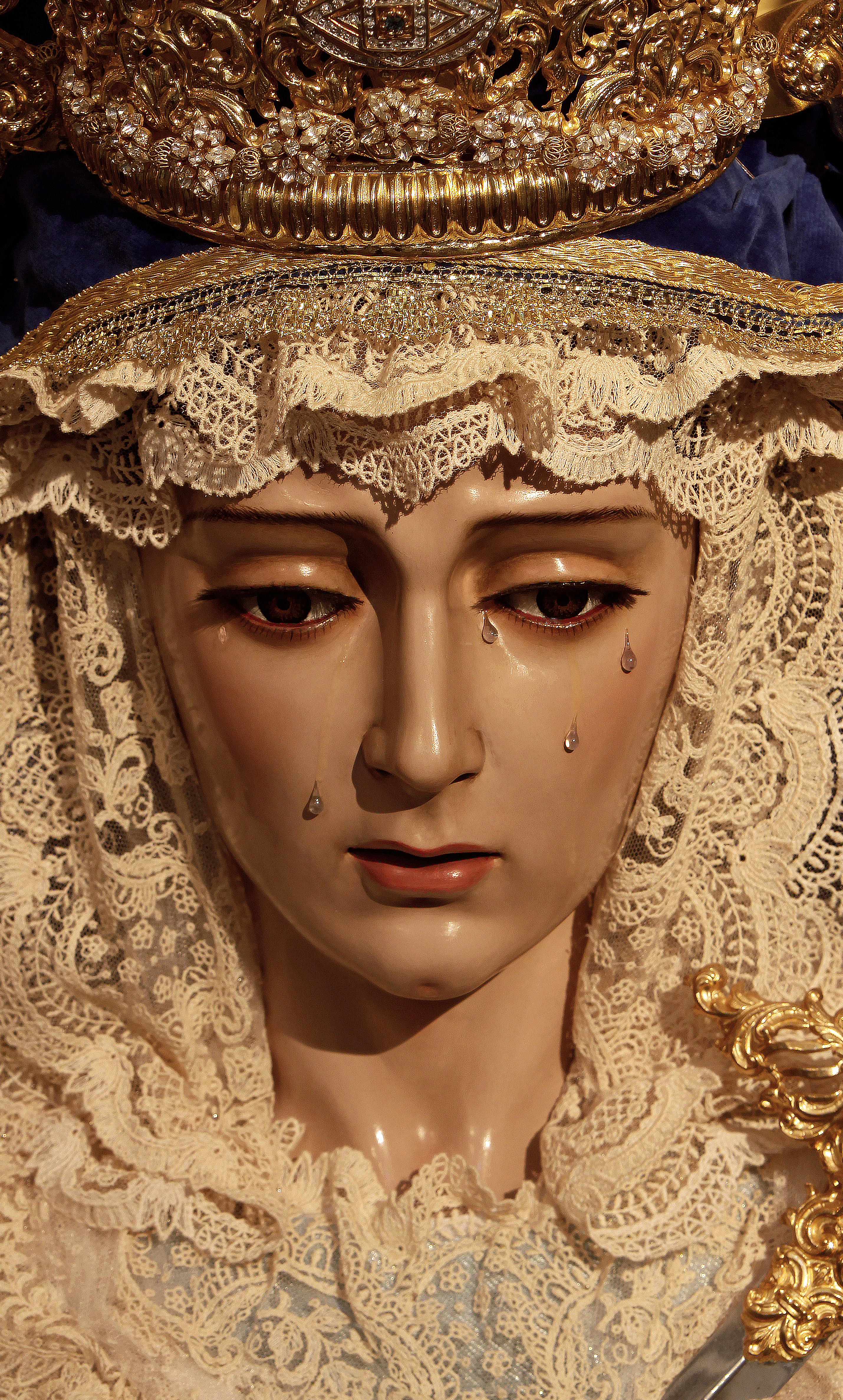
Virgen de Lágrimas y Favores
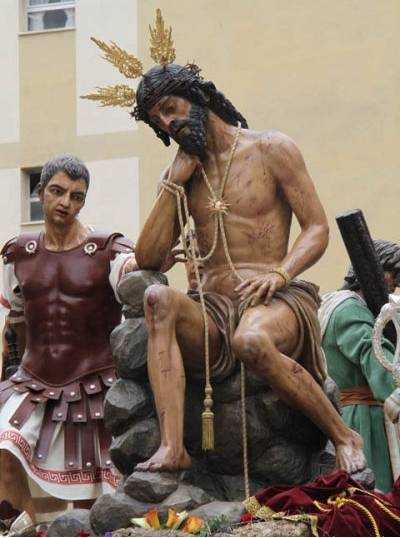
Santísimo Cristo de la Humildad y Paciencia
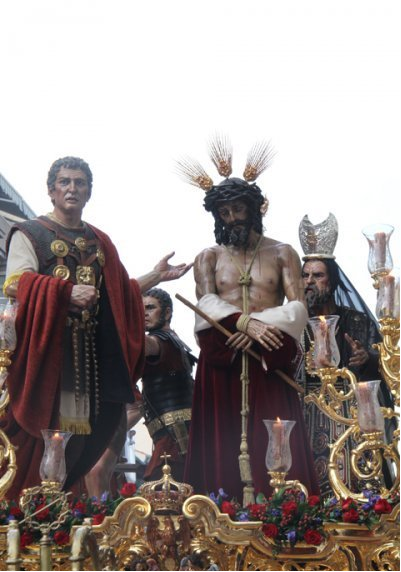
Santísimo Cristo de la Humildad
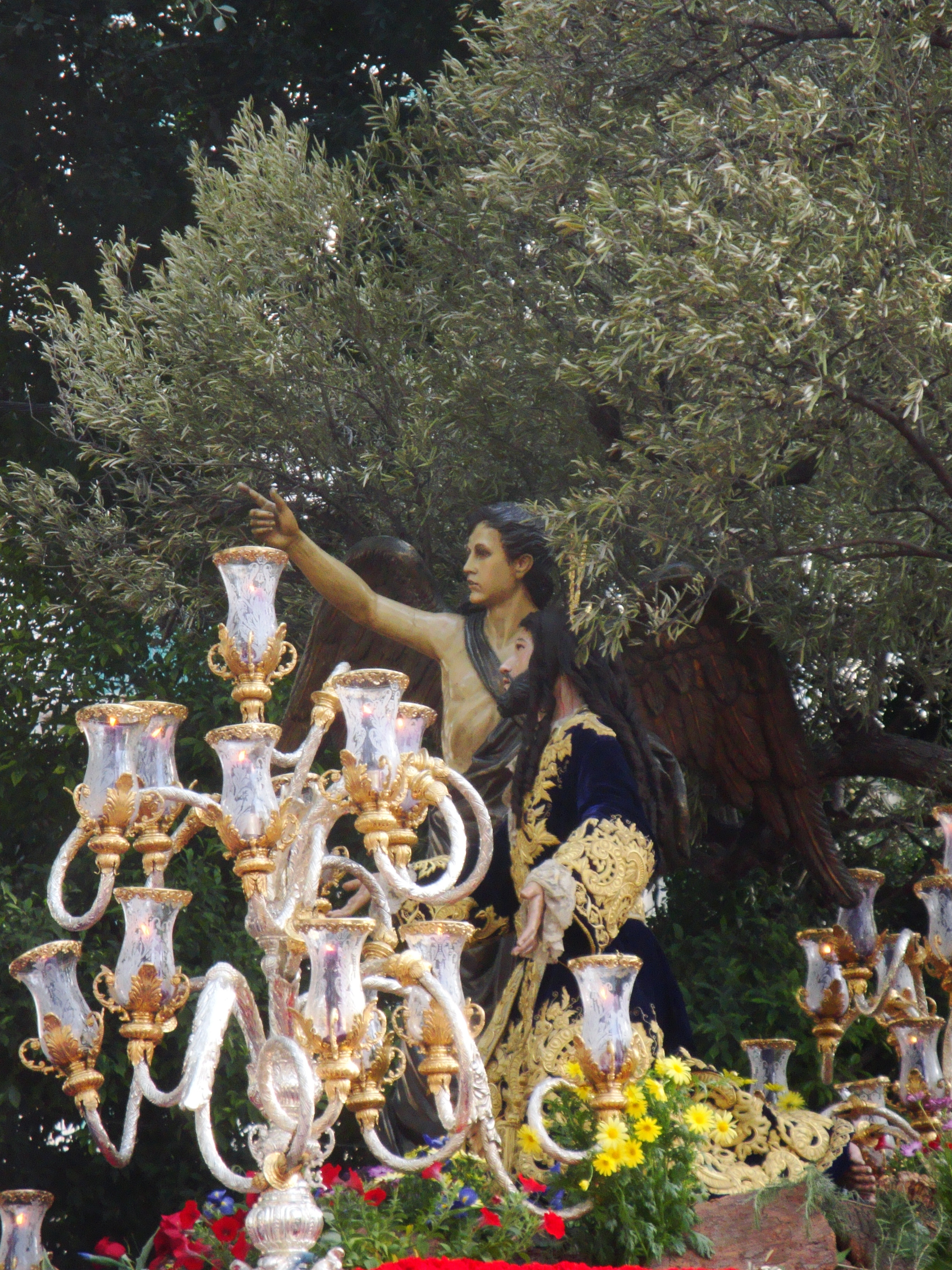
Jesús resant a l'hort.
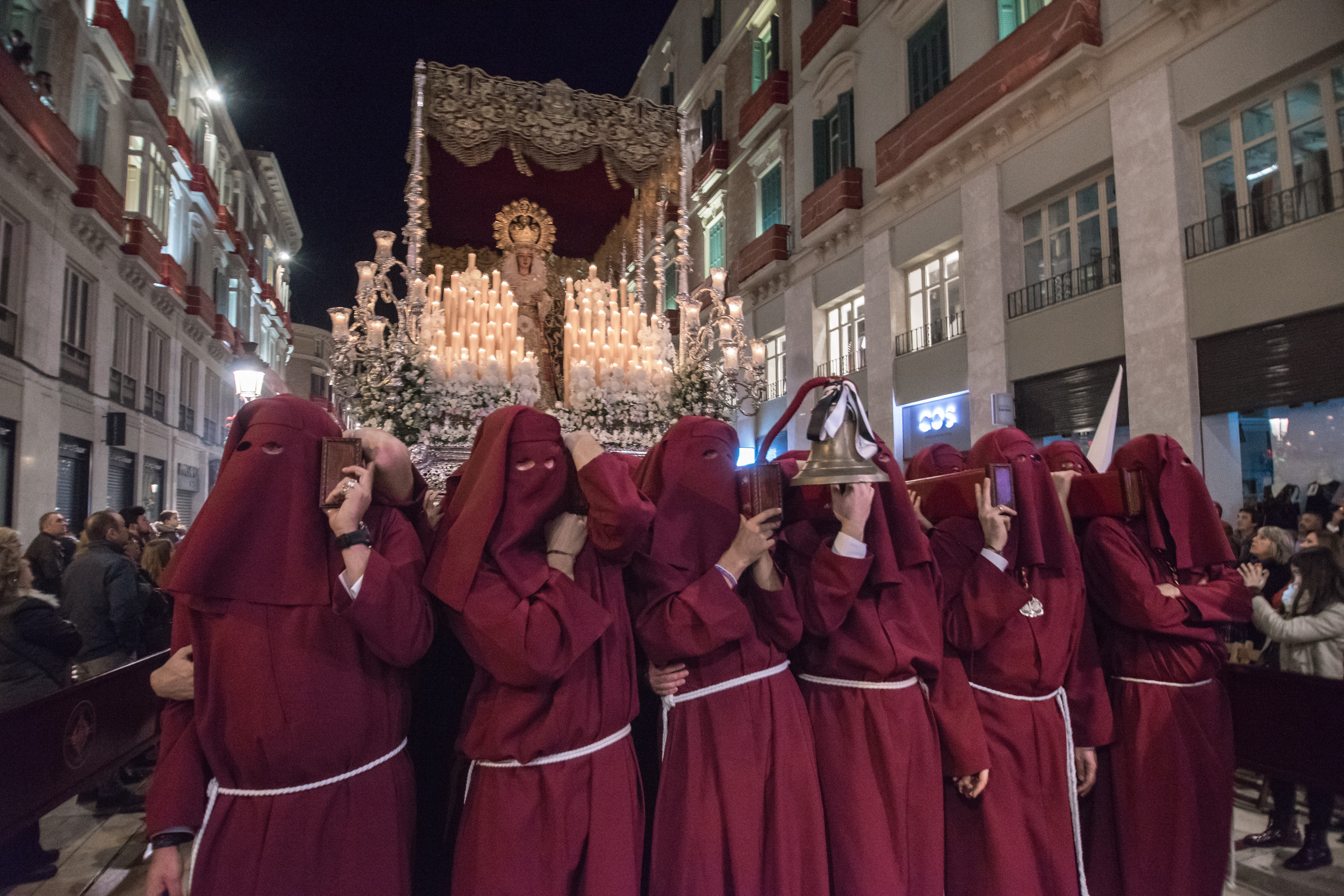
María Santísima de la Salud
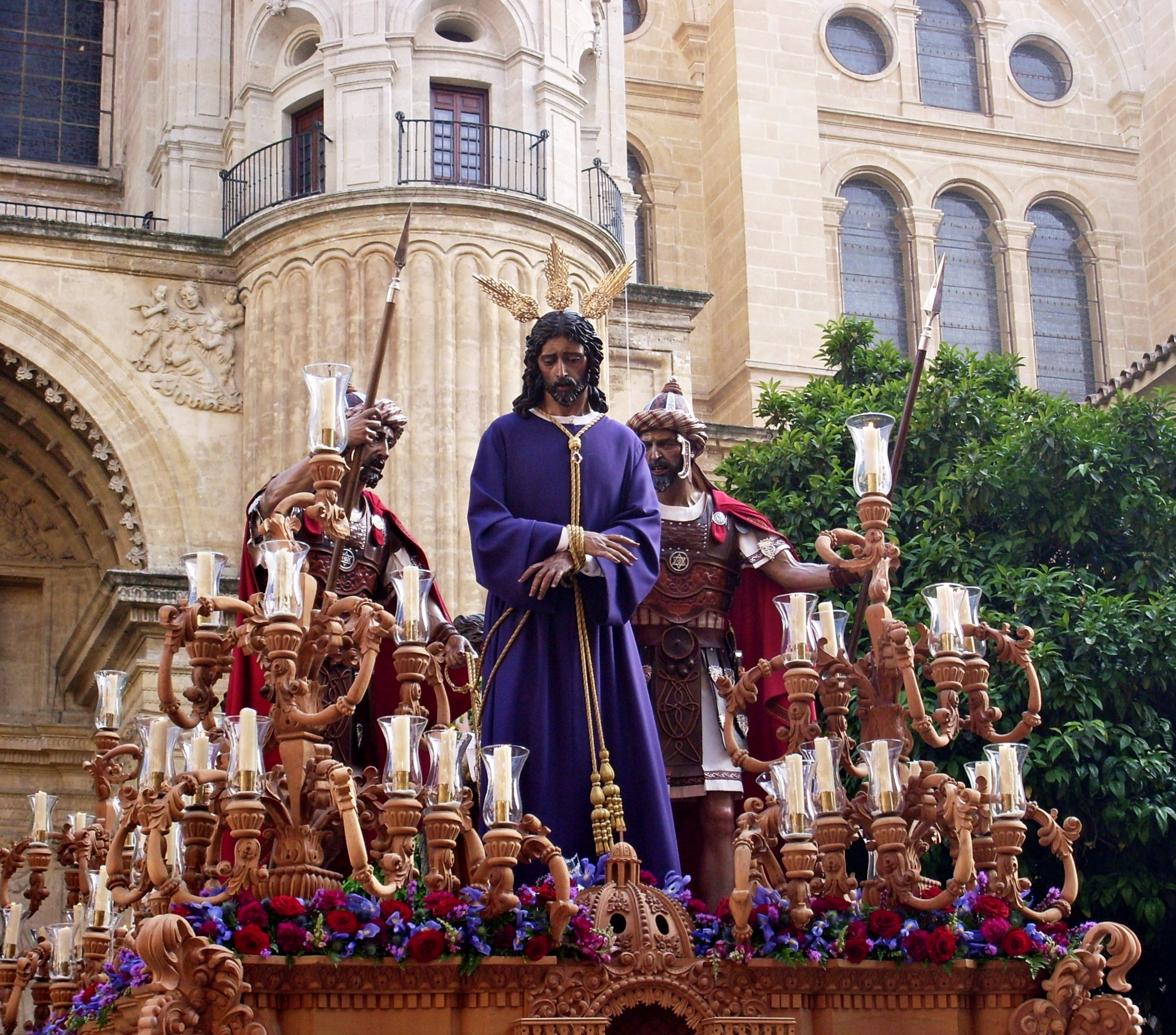
Jesús de la Soledad del Dulce Nombre
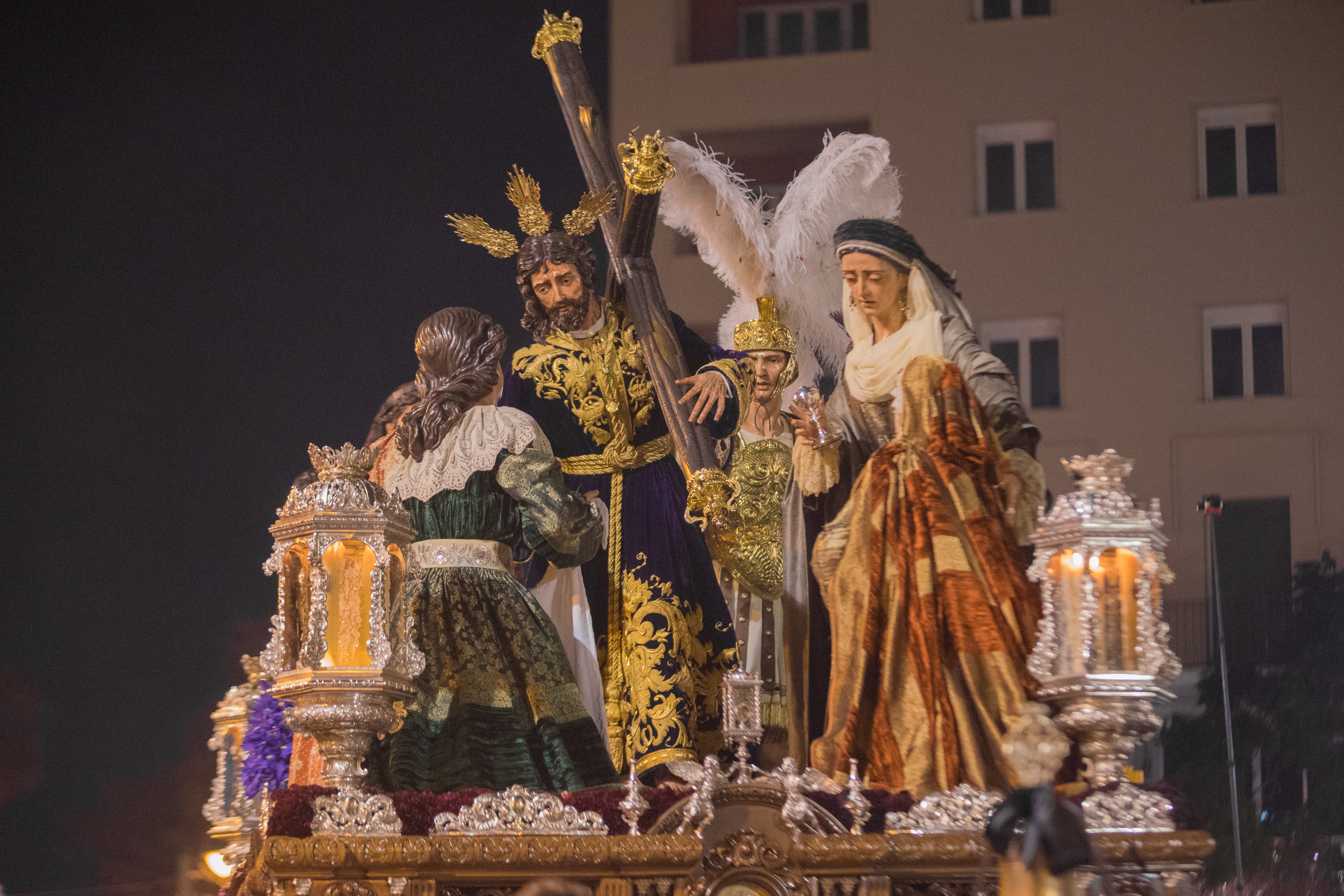
Jesus Nazareno de la Salutación
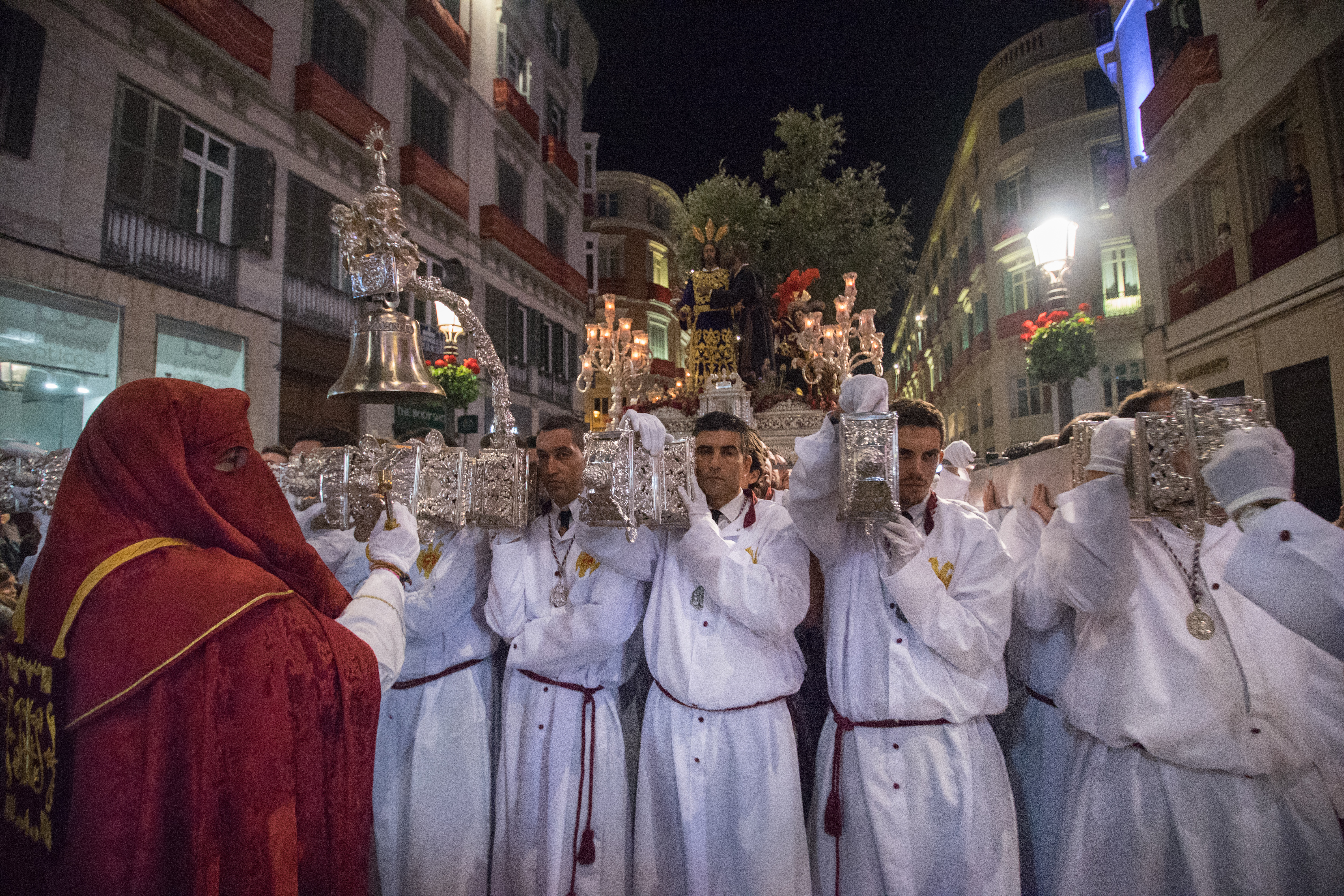
Nuestro Padre Jesús del Prendimiento

#### Dilluns Sant[26]
El Dilluns Sant, és famós en tota Màlaga, per ser el dia que "el Captiu" fa la seva sortida processional. Les confraries d'aquest dia recorden escenes anteriors a la Crucifixió i escenes del moment després a la crucifixió de Crist.
- Crucifixión: corporació caracteritzada per la seva humilitat i el recolliment i fervor que mostren realitzar la processió als seus Sagrats Titulars. Realitza la processió des de la seva casa de la germandat a la barriada d'El Ejido.
- Gitanos: corporació caracteritzada per fer la processó amb un Crist de pell bruna, al que centenars de persones d'ètnia gitana acompanyen darrere del tron. Darrere del Senyor va María Santisima de la O, sota pal·li. La seva seu és la cèntrica església dels Màrtirs, encara que realitza la seva sortida des de la casa de la germandat, en carrer Frailes.
- Dolores del Puente de relativament recent fundació, la seva titular, la Nuestra Sra. de los Dolores del Puente Coronada compta amb més de 250 anys d'existència, sent venerada des de principis del segle XX en una petita capella al costat del pont de Santo Domingo (d'aquí l'alies). L'acompanya l'Stm. Crist del Perdó, obra de Suso de Marcos, igual que els dos lladres (Sant Dimas i Gestes) i el Sant Joan Evangelista que formen el grup escultòric, completat per Mª Stma. de la Encarnación (obra anònima d'autor malagueny del segle XVII).
- Passión: corporació que té com a titulars al Nazareno de la Passión (considerada una de les millors talles de Luis Ortega Bru), amb la creu a coll ajudat per Simón de Cirene, i a María Stma. de l'Amor Dolorós, sota pal·li.

- Estudiantes: corporació que destaca per la vinculació que té amb la Universitat de Màlaga i el Gaudeamus igitur que entonen els portadors mentre porten al Crist en el seu tron del típic estil malagueny, de rodet. La Virgen de Gracia i Esperanza acompanya darrere. Vinculada a la universitat.
- Cautivo: Erigida canònicament l'església de Sant Pablo, al barri de la Trinidad, és coneguda per la devoció universal al seu titular, Nuestro Padre Jesús Cautivo, amb milers de devots després del tron, és conegut com "El Senyor de Màlaga". L'acompanya en processó la Verge de la Trinitat, coronada canònicament el 2000. És un pas força multitudinàri, així com ho és el trasllat, el Dissabte de Passió al matí (fins al 2009 era el Dilluns Sant), en el qual les imatges es traslladen a l'Hospital Civil de Màlaga.

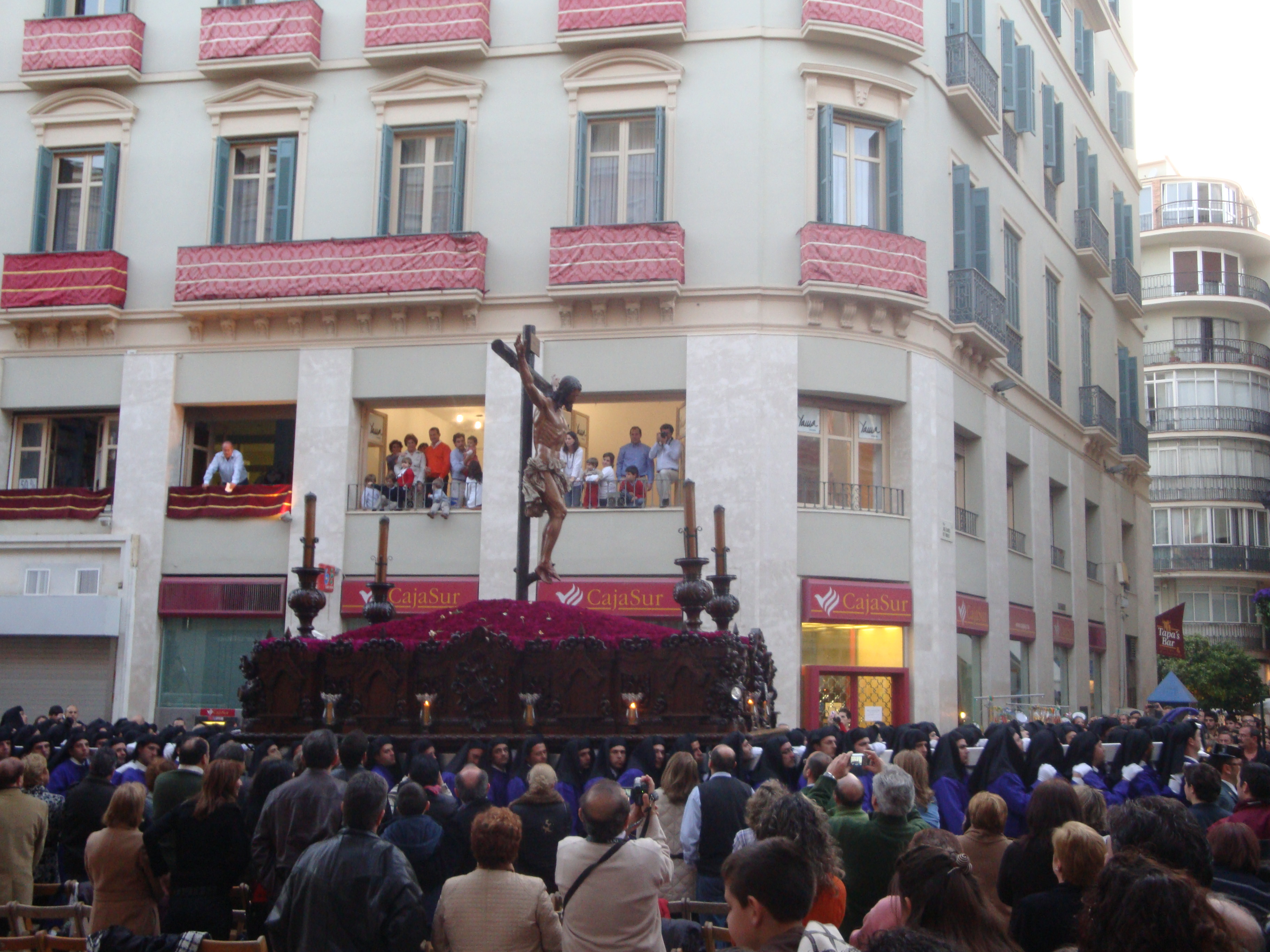
Santísimo Cristo de la Crucifixión
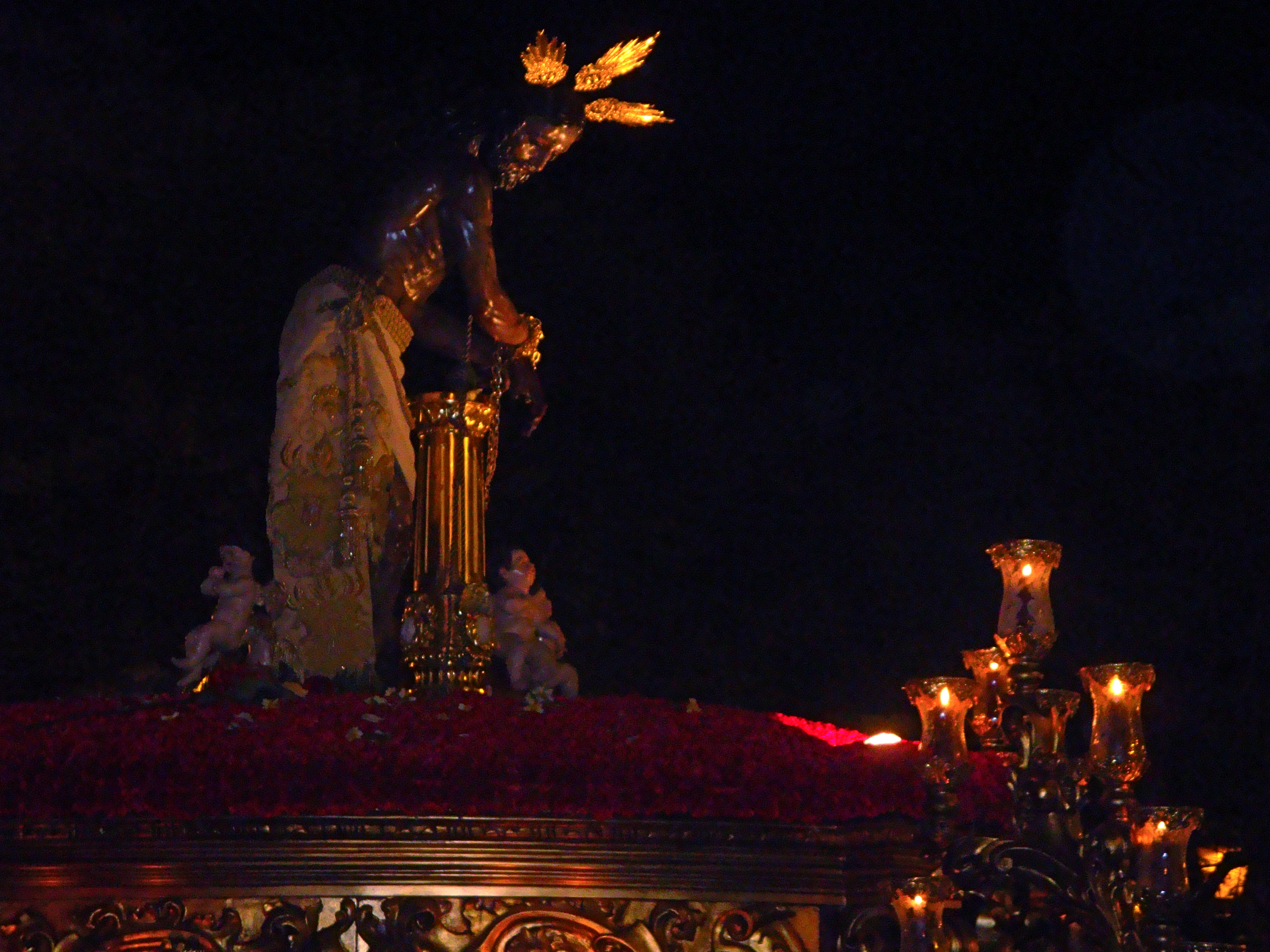
Ntr. Padre Jesús de la Columna
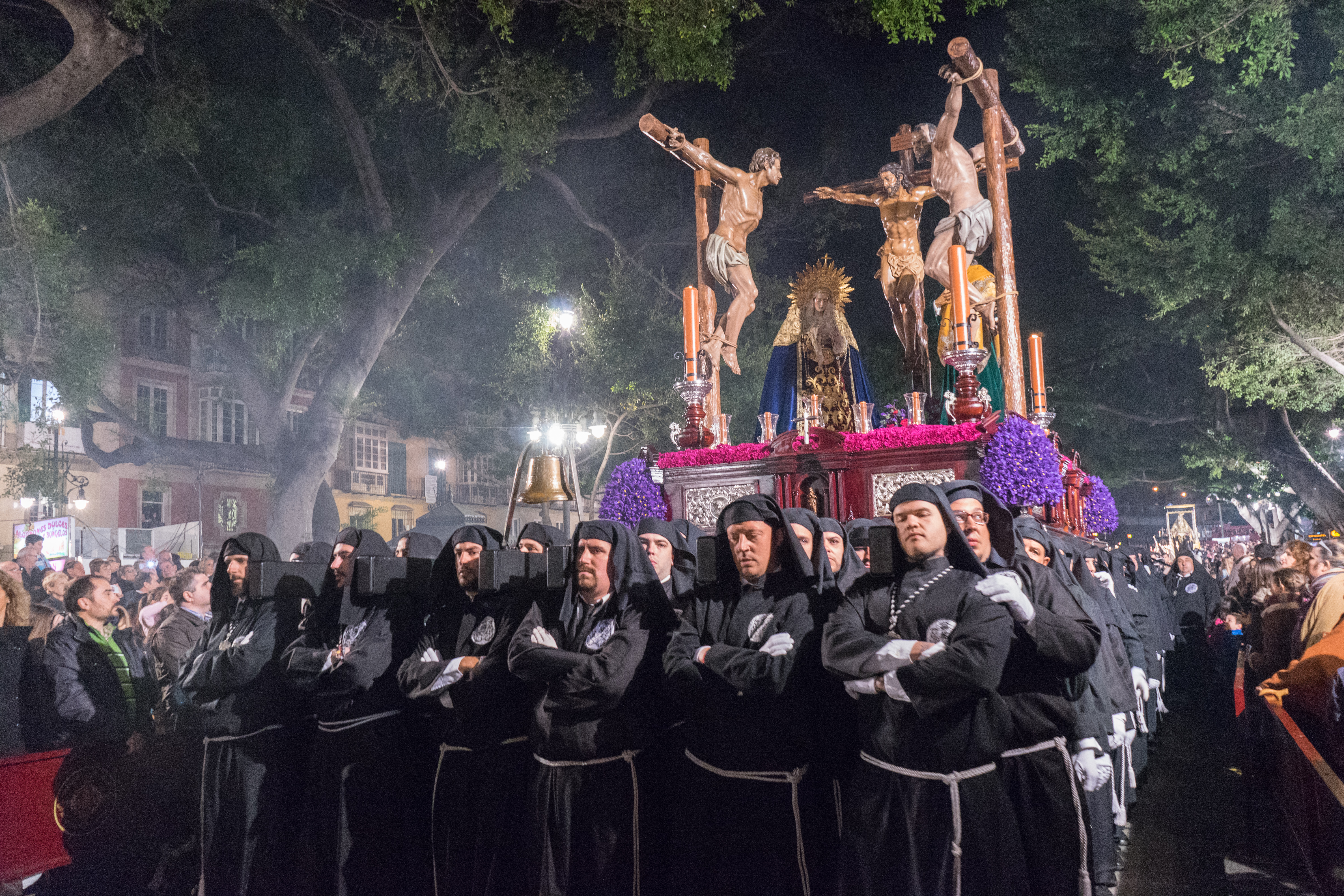
Santísimo Cristo del Perdón
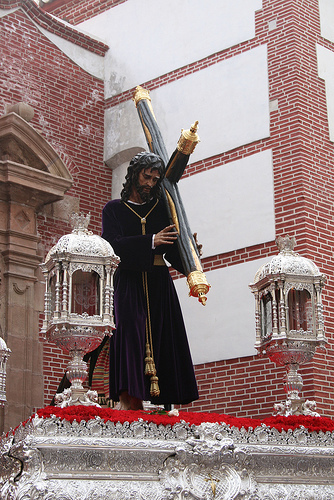
Nuestro Padre Jesús de la Pasión
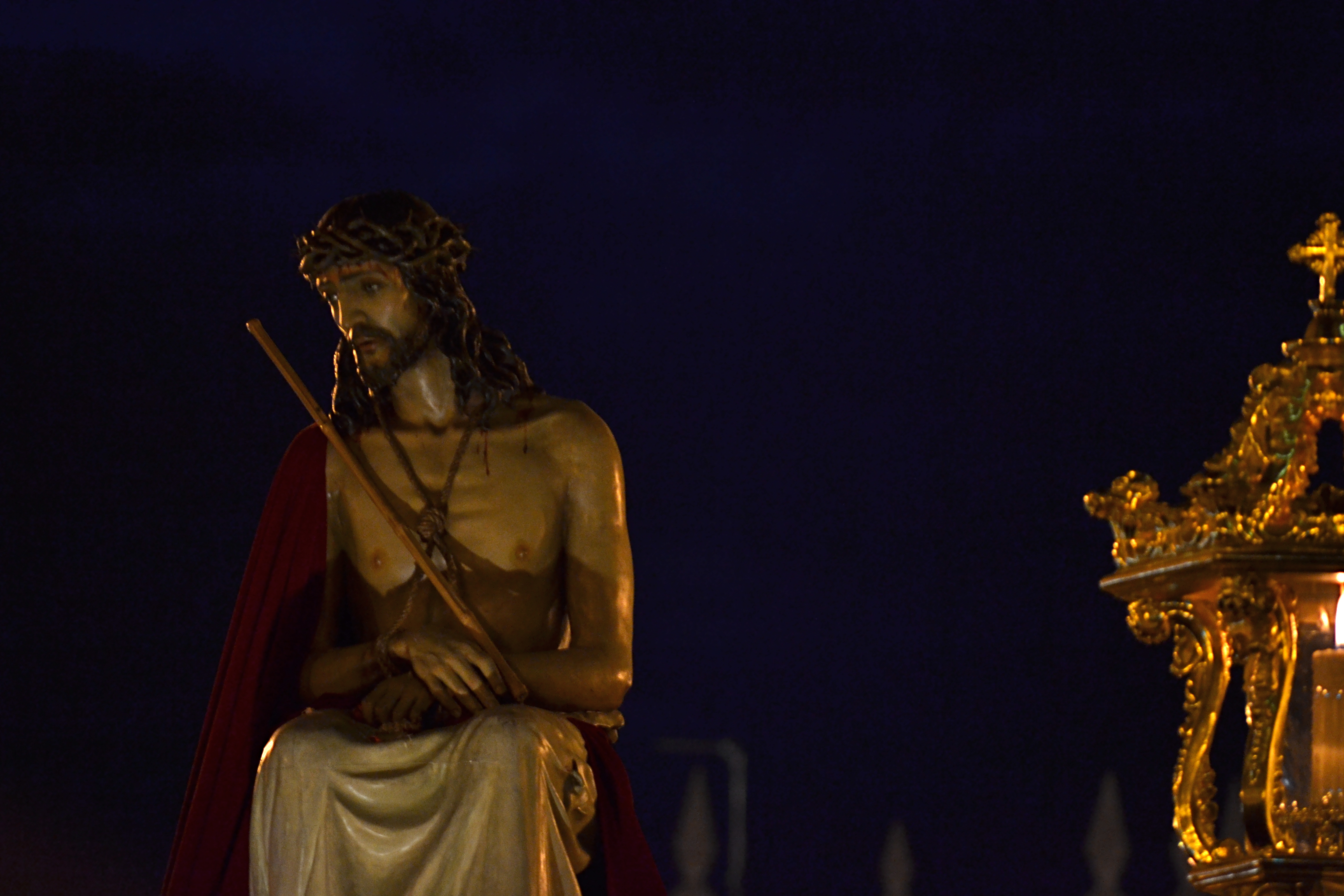
Ntr. Padre Jesús Coronado de Espinas
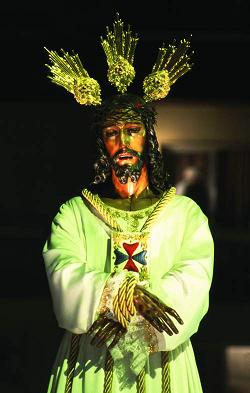
Ntr. Padre Jesús Cautivo

#### Dimarts Sant[27]
El Dimarts Sant fan la seva estació de penitència diverses confraries amb iconografies molt variades: comença la jornada la Verge de la Rosada, anomenada popularment com la Núvia de Màlaga, i conclou el dia la Sentencia, que representa el moment en el qual Jesús és sentenciat a morir a la creu. Aquest dia també es realitza la processió Nueva Esperanza, la confraria amb el recorregut més llarg de tota la Setmana Santa.
- Rocío: Fundada el 1706, aquesta popular germandat té la seu canònica a l'església de Sant Lázaro, del barri de la Victoria. Els seus titulars són Nuestro Padre Jesús Nazareno de los Pasos en el Monte Calvario, que representa la tercera caiguda del Senyor camí del calvari i María Santísima del Rocío Coronada, coneguda com la Núvia de Màlaga. Es tracta una de les imatges marianes més populars, devotes i volgudes a la ciutat, coronada canònicament i amb una iconografia i indumentària úniques en el seu gènere: imatge de cos sencer amb mantilla i mantell blancs.
- Penas: germandat que es caracteritzava per la sortida d'extrema dificultat que realitzaven des de l'Església de Sant Julián i pel mantell de flors que porta la verge (únic en el seu gènere), amb un disseny diferent cada any. A la fi de 2008 es va traslladar a la seva nova casa de la germandat, des d'on surt ara.
- Nueva Esperanza: Aquesta confraria es caracteritza per ser la que té el recorregut més llarg de la Setmana Santa malaguenya. El 2010 va sortir per primera vegada de la seva casa de la germandat .
- Humillación: també coneguda com L'Estel per la devoció a la Santíssima Verge del mateix nom, que té el pal·li i el mantell de la Verge brodats amb desenes d'estels. El Nuestro Padre Jesús de la Humillación y Perdón és tret en processó en un tron de caoba i plata, el més antic de la ciutat.
- Rescate: confraria del barri de la Victoria que aporta color al Dimarts Sant amb els tons granat i or vell de les seves túniques i capes. Es caracteritza també pel tron de la Verge d'estil neogòtic, l'únic que es realitza la processió a Màlaga amb aquestes característiques. Malgrat el seu gran pes, tots dos trons compten amb només 172 portadors, a causa de les estretes dimensions del carrer Agua on té la seva casa de la germandat.

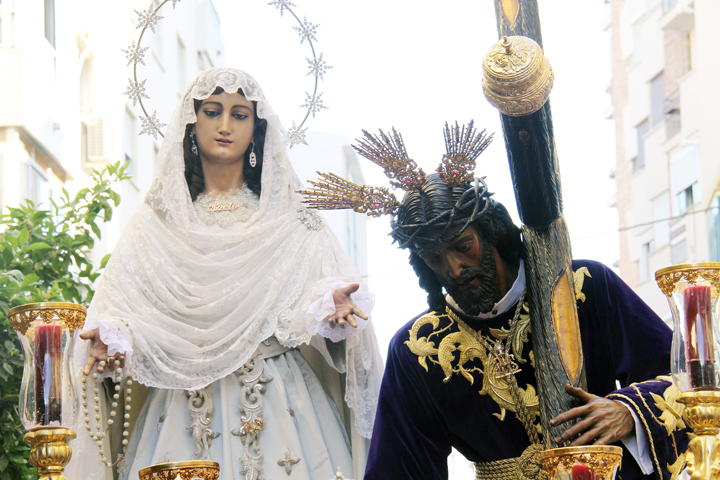
Germandat del Rocío
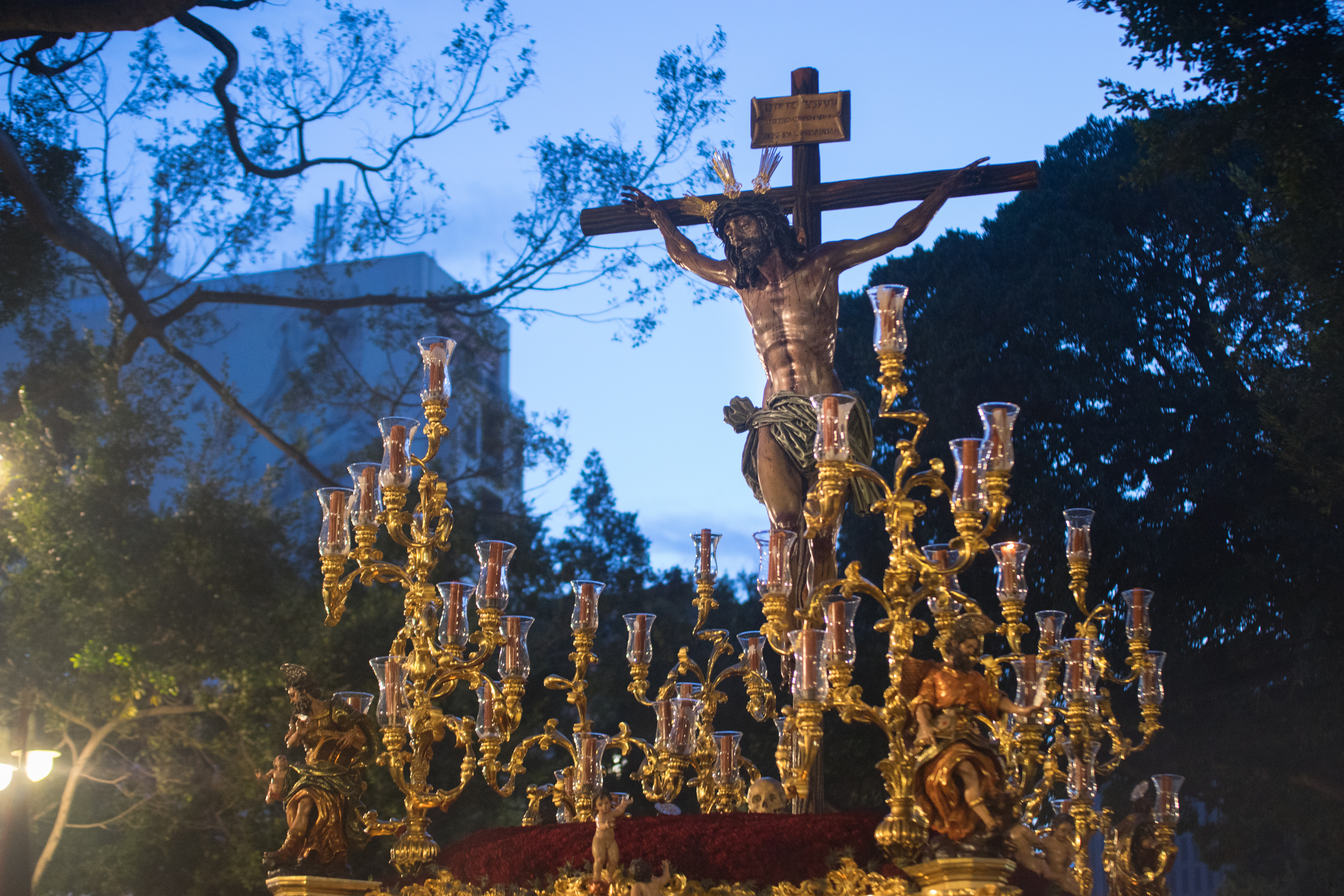
Santísimo Cristo de la Agonía
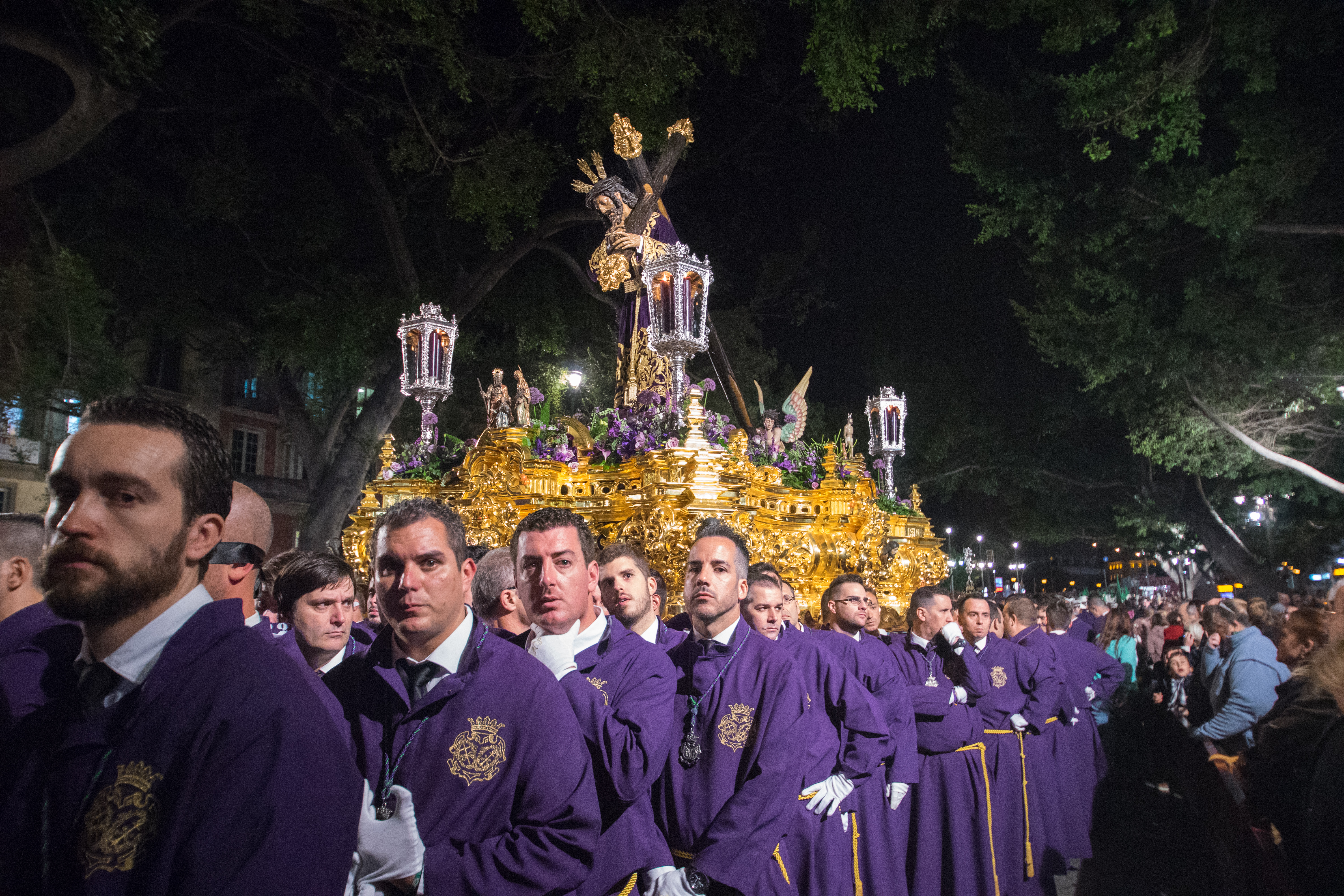
Nazareno del Perdón
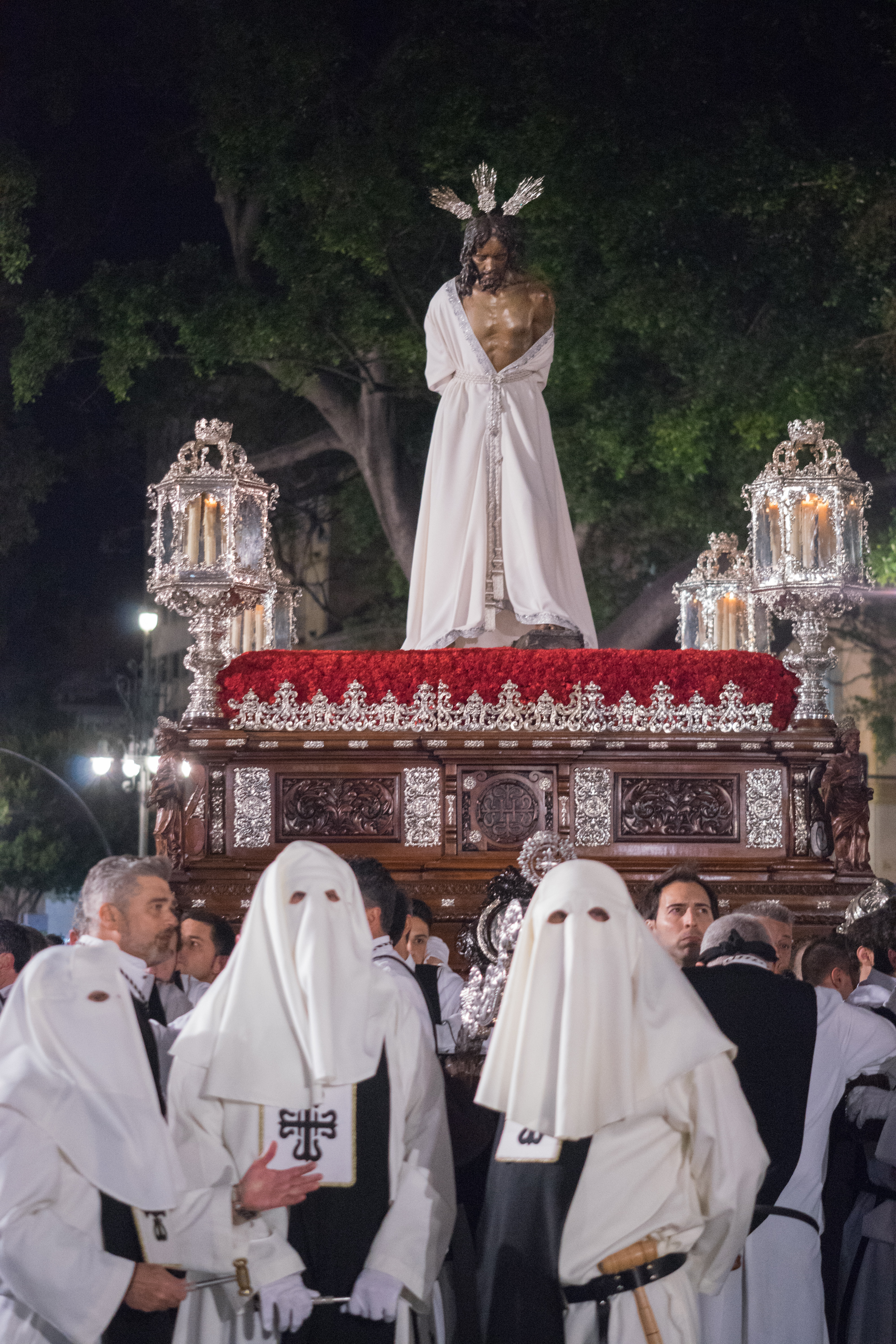
Nuestro Padre Jesús de la Humillación
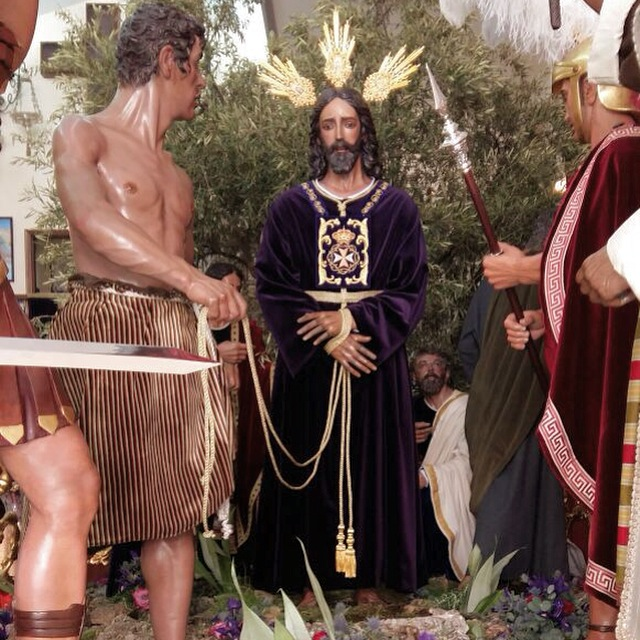
Nuestro Padre Jesús del Rescate
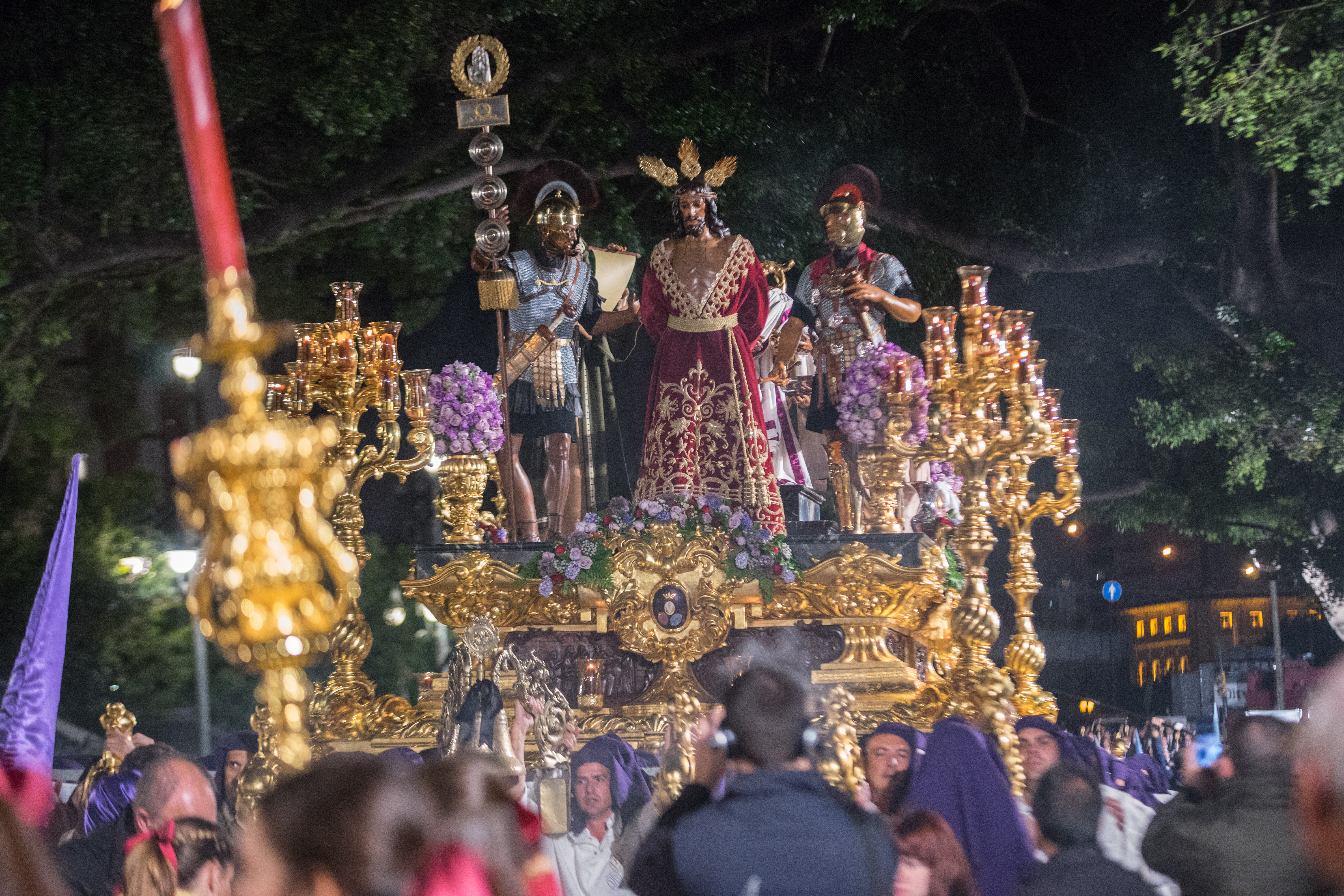
Ntr. Padre Jesús de la Sentencia

#### Dimecres Sant[28]
Durant el Dimecres Sant fan la processió confraries amb molt pes social a la ciutat, és el cas de la Paloma, la qual és una de les titulars marianes més venerades per tots els malaguenys. També realitza la processió la confraria del Rico, la qual tots els anys allibera un pres a la Plaza del Obispo. Per tancar el dia passa Expiración pel recorregut oficial, la qual es considera una processó de solemnitat i realitza la seva sortida a les 00.00, ja del Dijous Sant.
- Mediadora: confraria de dos trons que realitza la seva estació de penitència a la Catedral, provinent del barri de Girón-Delícias, però amb sortida des del carrer Ayala. És l'única confraria malaguenya que té com a titular a Crist abraçant la creu.
- Salesianos: confraria que realitza la seva estació de penitència amb un sol tron en el qual se situen el Crist de les Penes i María Santíssima de l'Auxili acompanyats per Sant Joan, Maria de Cleopas, Maria Salomé i Maria Magdalena. Representa el moment en el qual Jesús li demana a Sant Joan que cuidi de la Verge.
- Fusionadas: germandat que realitza la processió amb la major quantitat de trons de la Setmana Santa malaguenya, amb 4 el Dimecres Sant, 1 el Diumenge de Rams i un altre en la matinada del Dijous. Destaca la desfilada que realitza el Cos de Paracaigudistes en la secció d'Ánimas.
- Paloma: posseïdora d'un dels trons més pesants de la Setmana Santa malaguenya, portat per 280 germans. Es caracteritza a més a més per deixar anar coloms al pas de la Verge durant el recorregut i pel sayón que acompanya al Cristo de La Puente, anomenat popularment el berruguita. Surt des del seu propi temple, a la plaça de San Francisco. Cal destacar la desfilada d'una representació de la ciutat de Madrid.
- El Rico: es treu en processó un natzarè de pèl natural amb la creu a coll, que allibera un pres cada any, gràcies a la Pragmàtica Sanció del rei Carles III, donant la benedicció amb la seva mà dreta mecanitzada. L'acompanya la bella Verge de l'Amor, que rep popularment el nom de La niña de Puerta Oscura. Vinculada a la Policia Nacional
- Sangre: la confraria més antiga de la Ciutat, amb 500 anys d'antiguitat fa la processó amb una escena en la qual Sant Longí travessa el costat de Crist. L'actual imatge és de Francisco Palma Burgos.
- Expiración: Caracteritzada per la desfilada dels efectius i bandes de música del Cos de la Guàrdia Civil i un ric patrimoni d'estris i trons, catalogats com a autèntiques obres d'art a nivell nacional, destacant la imatge del Santíssim Crist de l'Expiració, obra de Mariano Benlliure, considerat un dels millors crucificats del país. La Verge dels Dolors va ser coronada canònicament en 1986, sent la primera dolorosa de Màlaga a rebre tal distinció per l'Església Catòlica. Vinculada a la Guàrdia Civil per ser el Crist de l'Expiració el seu patró.

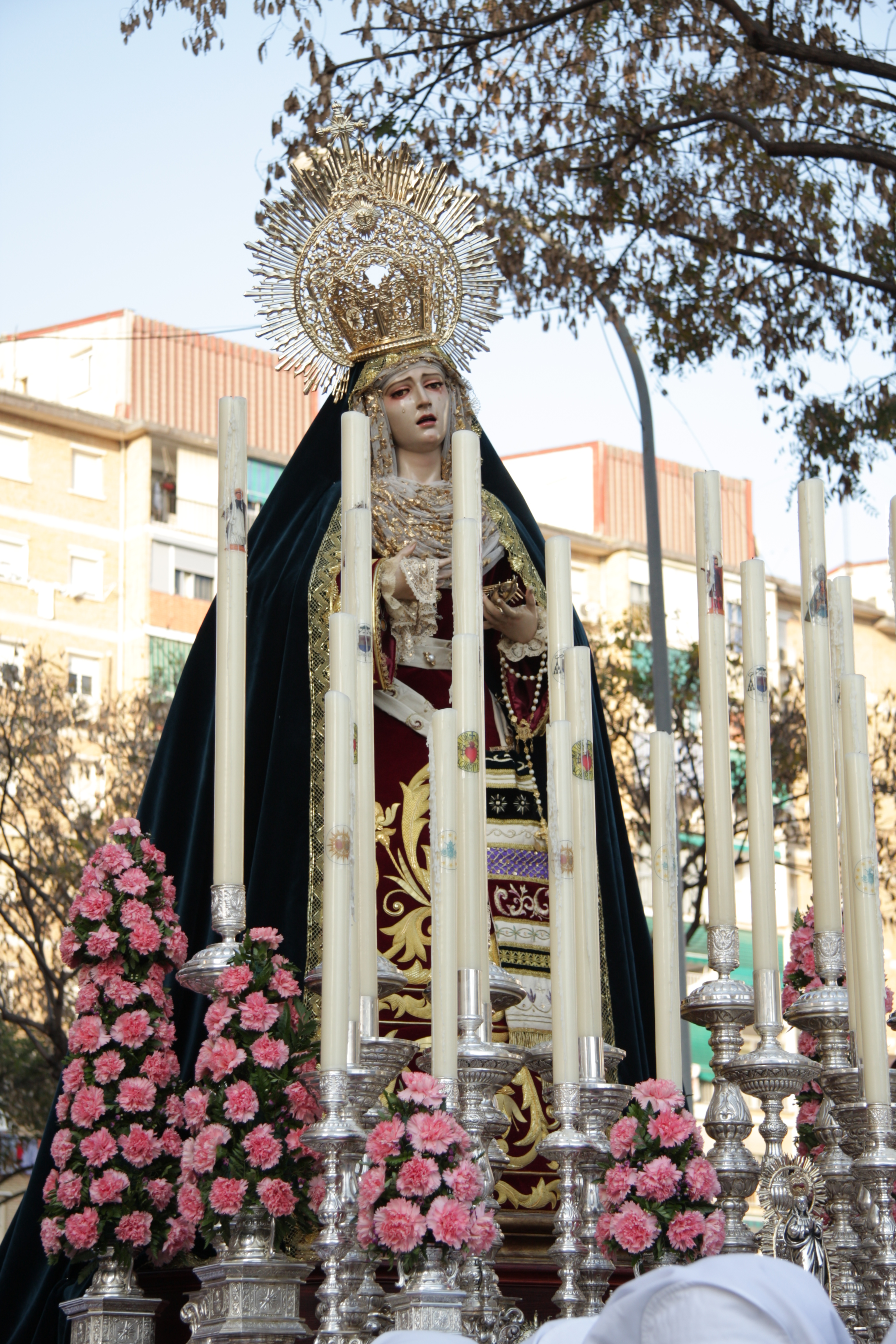
Nuestra Señora Mediadora de la Salvación
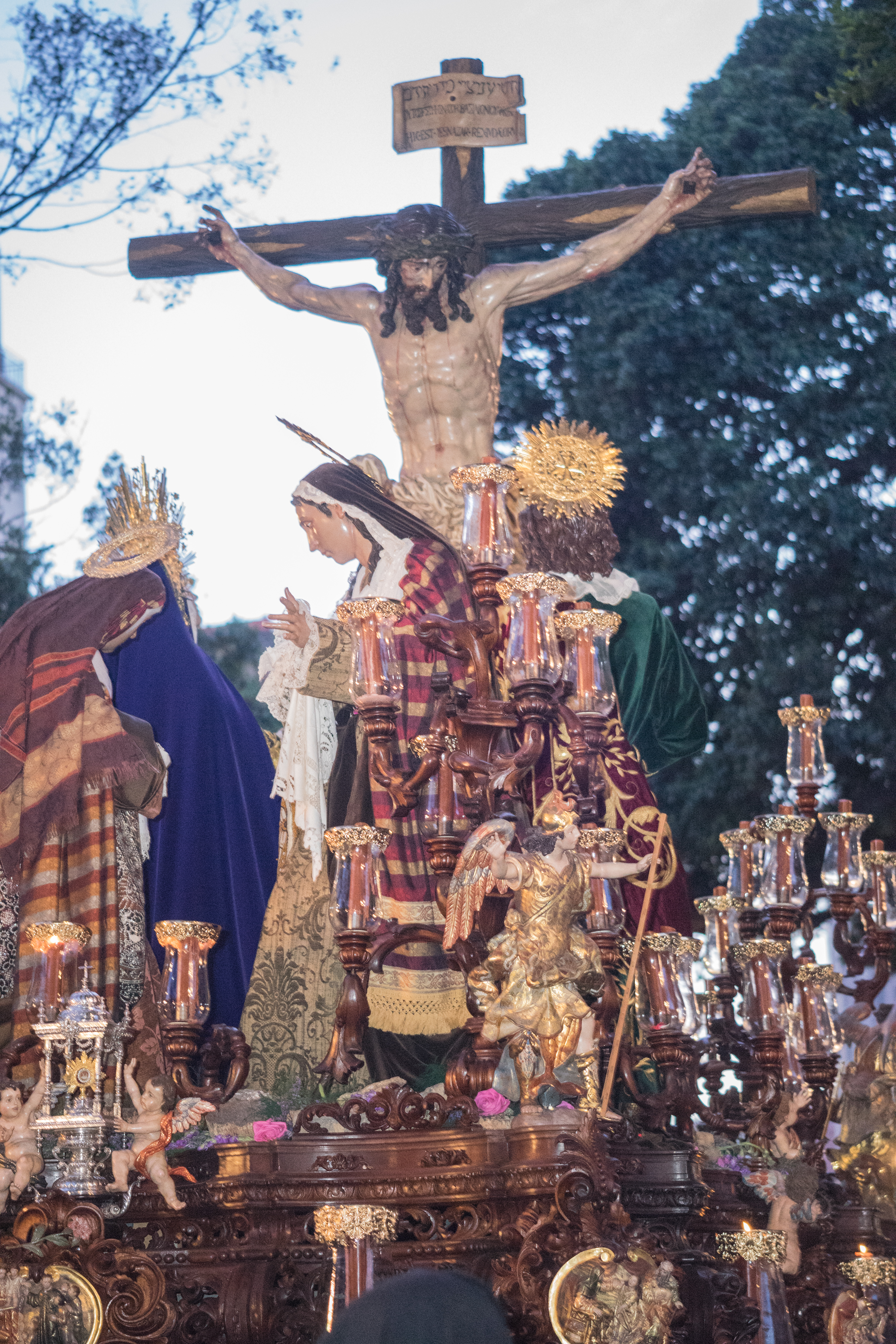
Santo Cristo de las Penas
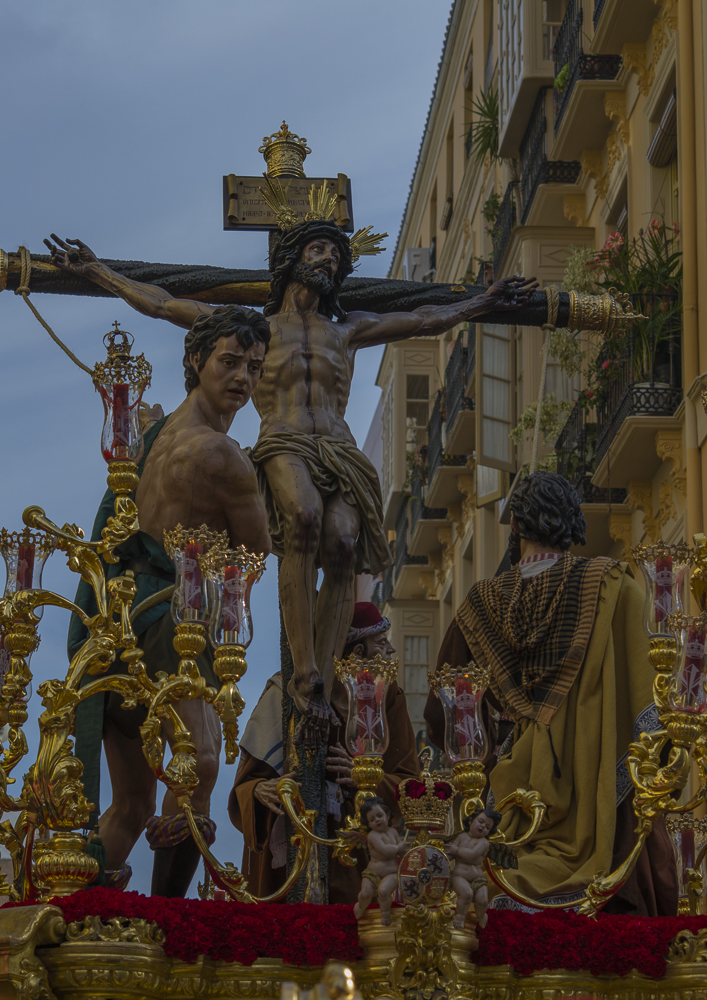
Santísimo Cristo de la Exaltación
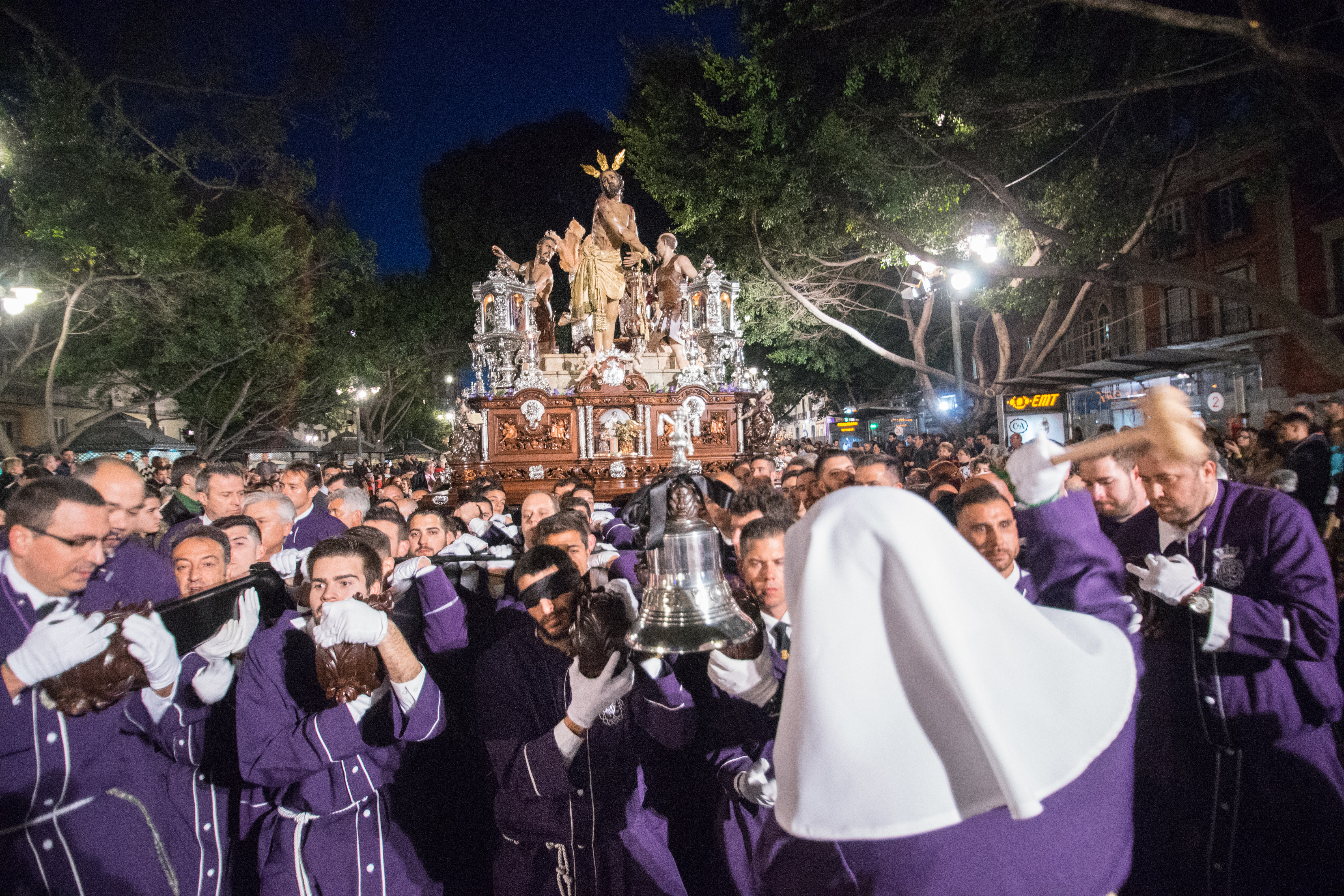
Nuestro Padre Jesús de Azotes y Columna
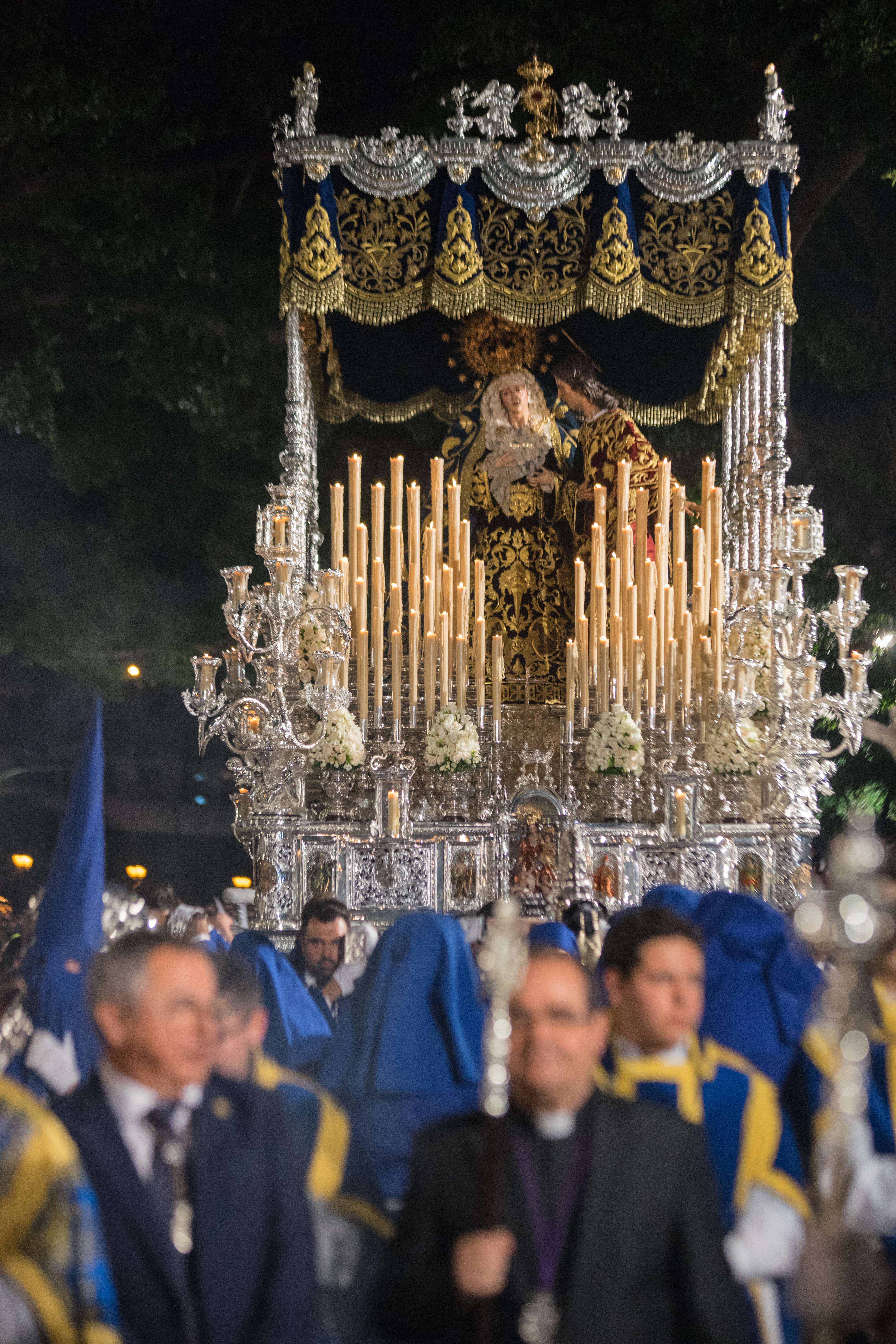
Ntra. Sra. del Mayor Dolor
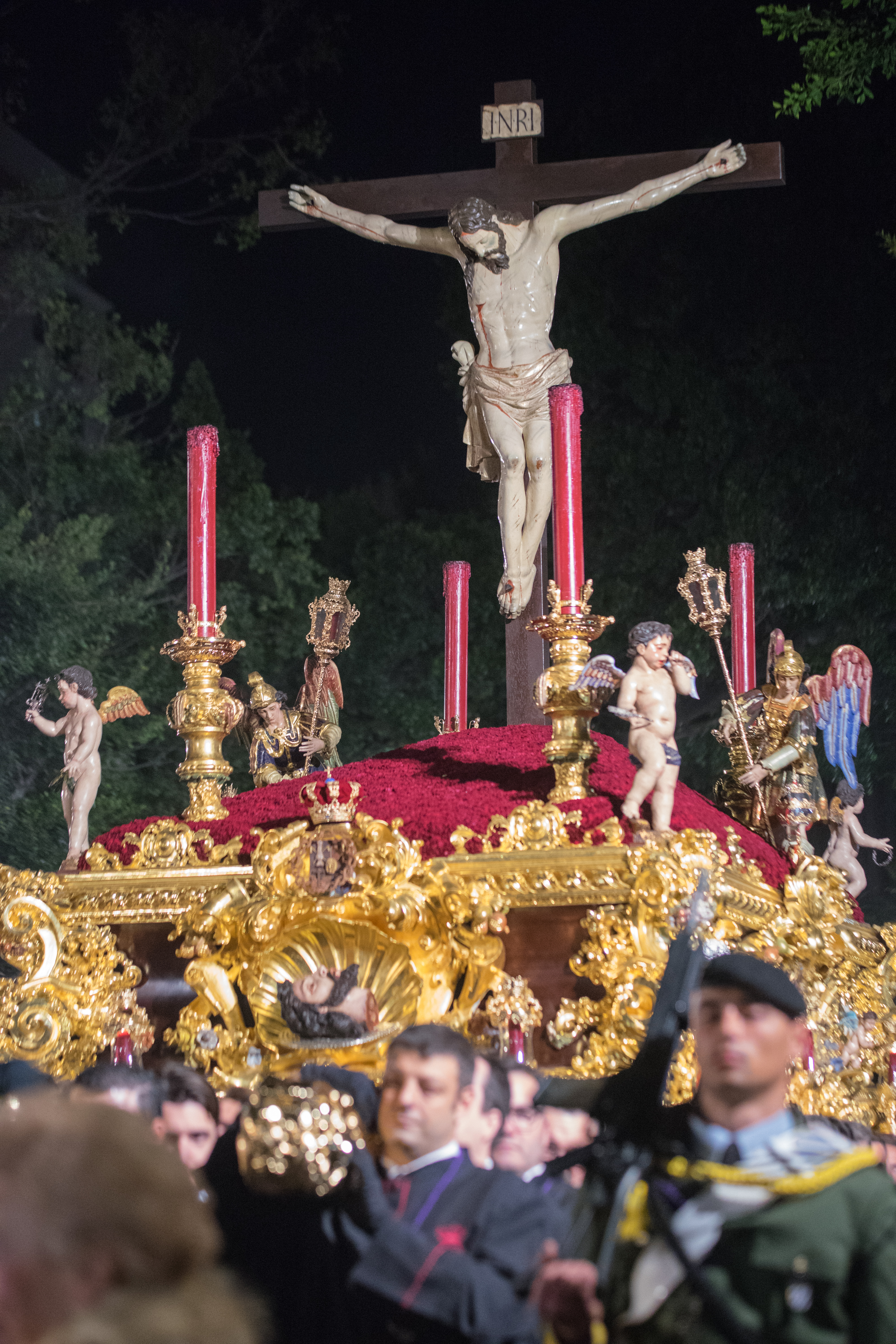
Cristo de Ánimas y Ciegos
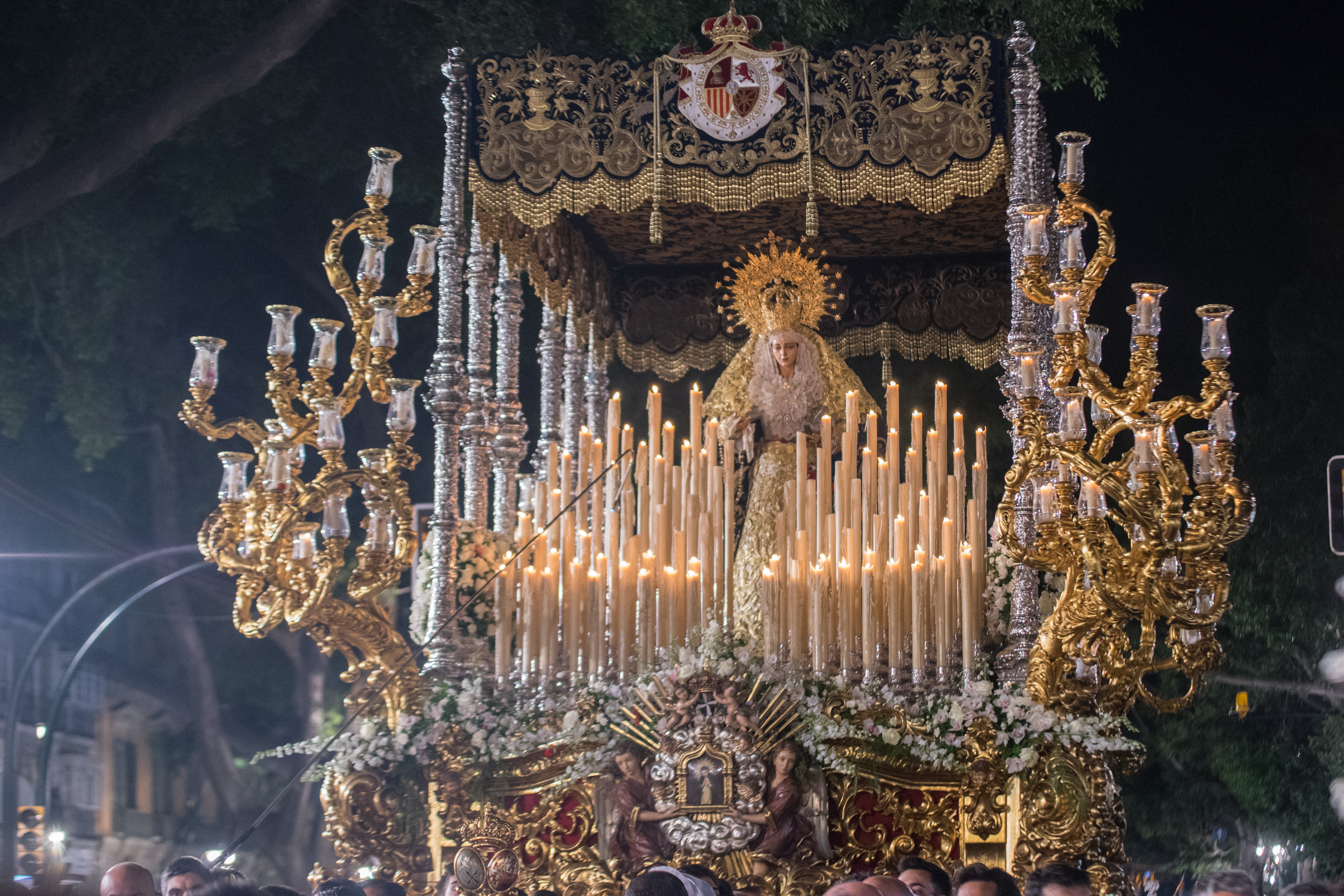
Virgen de la Paloma
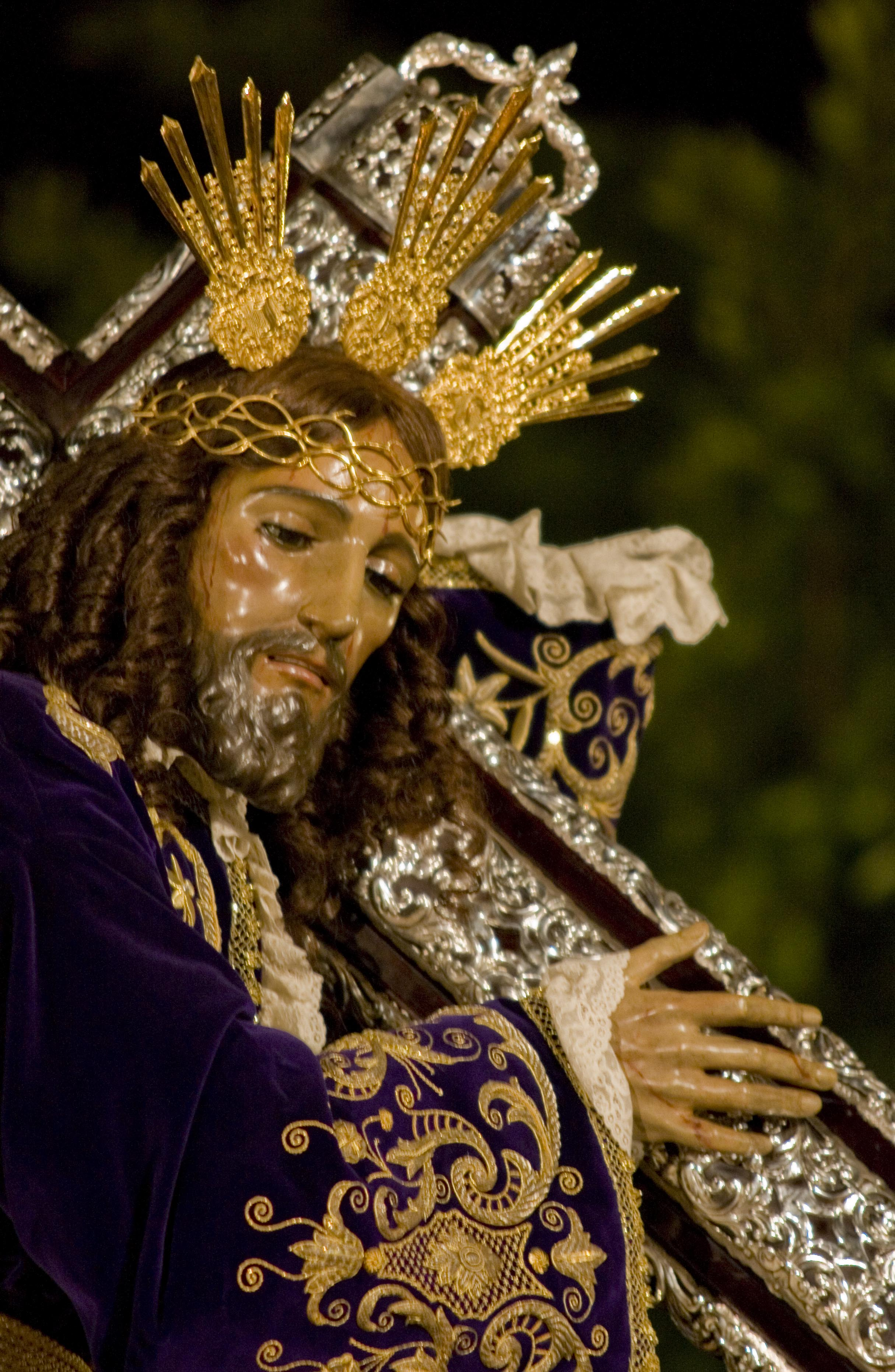
Nuestro Padre Jesús Nazareno anomenat "El Rico"
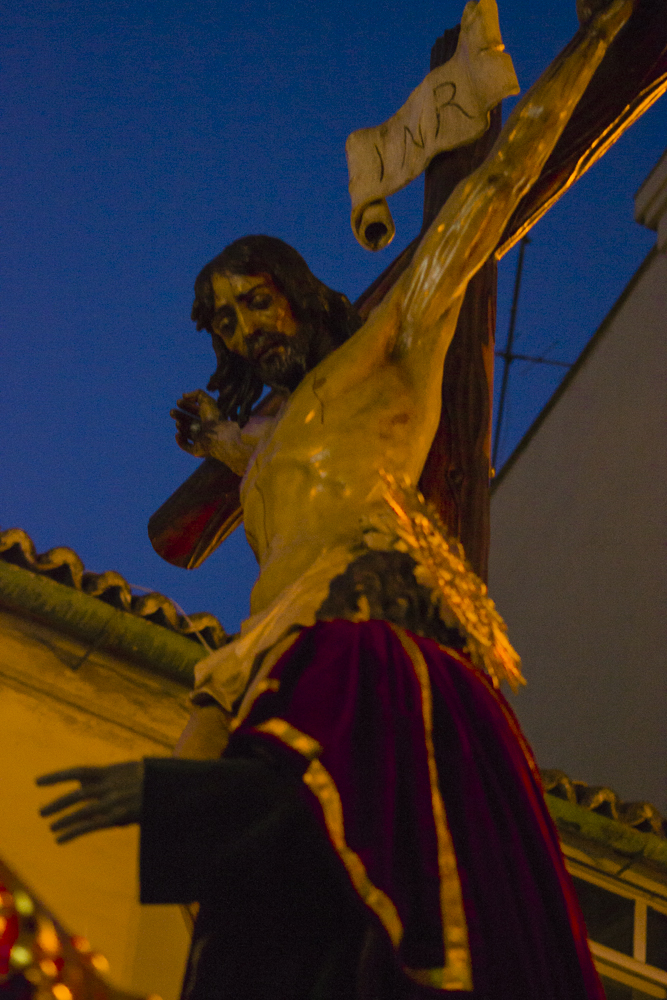
Santísimo Cristo de la Sangre
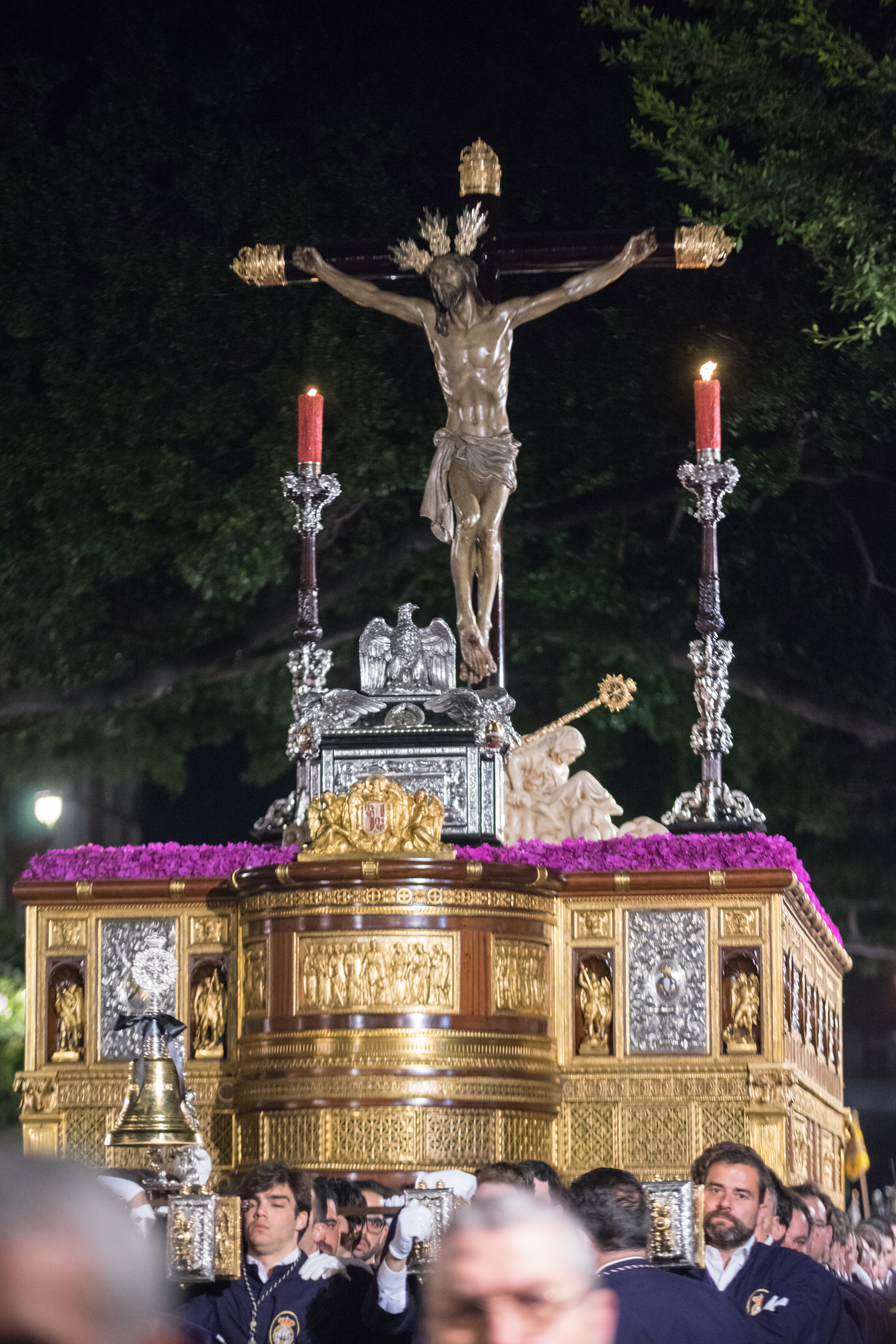
Santísimo Cristo de la Expiración

#### Dijous Sant[29]
El Dijous Sant, és potser el dia més sonat de tota la Setmana Santa de Màlaga, amb confraries al carrer, com Viñeros, Mena, en la qual desfilen legionaris que abans de la sortida processional desembarquen en el port de la ciutat; Misericordia, que és una de les confraries "Percheleras" per excel·lència, Zamarrilla i la Esperanza.
- Santa Cruz: germandat seràfica fundada el 1984, caracteritzada per la serietat de la Processó de la Verge dels Dolors en la seva Empara i Misericòrdia acompanyada per la Santa Cruz, representant la solitud sota la Creu buida. Resideixen a l'Església de Santo Felipe Neri i Santa Cruz de la qual surten el Dijous Sant, aportant recolliment i oració des del barri del Molinillo-Capuchinos fins al centre de la ciutat.

- Cena: germandat amb orígens al segle xvii i reorganitzada en 1924, que recull el moment de l'Últim Sopar i que realitza la processió un dels trons de Crist més pesats, portant als 12 apòstols i a Jesucrist, tots obra de Luis Álvarez Duarte. Acompanya el conjunt, María Santíssima de la Pau, també obra d'Álvarez Duarte, treta en processó en un gran tron platejat. Aquesta confraria està molt unida des dels seus començaments amb el gremi dels ferroviaris, fins i tot des d'abans d'haver tingut la seva antiga seu al costat de l'estació. La seva casa de la germandat està situada a Puerta Nueva, i té com a nova seu l'església dels Màrtirs. Vinculada al gremi de ferroviaris des de la seva fundació a principis del segle XX al Santuari de la Victòria.
- Viñeros: germandat que es caracteritza a més de per portar l'únic tron de rodet per a Crist de tota Màlaga, per ser una de les poques que porten la seva Verge sense pal·li i estar vinculada al gremi dels vinyers.
- Mena: Congregació caracteritzada a més de per l'excel·lent talla del Crist, obra de Palma Burgos, considerat un dels millors crucificats del segle XX espanyol, per la desfilada que realitza la Legió espanyola i la Marina, amb tropes, banda de música i banda de cornetes, a causa de la seva vinculació a ambdues.

- Misericordia: també coneguda com "el Chiquito" per la dolçor i aparent petitesa de la talla del Natzarè. Aquesta talla, tan popular a Màlaga va ser realitzada per l'escultor José Navas Parejo. La seva devoció al barri del Perchel és incalculable. Desfilen en el festeig processional l'exèrcit de l'Aire amb aviació. L'altra imatge titular de la germandat, Ntra. Sra. del Gran Poder, es caracteritza per anar vestida de negre i amb detalls i la corona de plata cada Dijous Sant. Vinculada a l'aviació.
- Zamarrilla: germandat que realitza la processió dues imatges de gran devoció entre els malaguenys, la Verge de la Amargura coneguda com a Zamarrilla per la llegenda del bandit i el Crist dels Miracles. La germandat posseeix dos grans trons de recent creació i dos estendards pintats a l'oli sobre vellut, únics en el seu gènere. Desfila l'Arma de Cavalleria amb la representació d'una banda de cornetes i tambors. La Verge de la Amargura està coronada canònicament des de l'any 2003.
- Esperanza: Gaudeix del títol d'arxicofradia a causa que és el resultat de la fusió de dues primitives germandats: la del Dulce Nombre de Jesús Nazareno del Paso i la de María Santísima de la Esperanza. La Virgen de la Esperanza. La Verge de l'Esperança, obra anònima del segle xvii -atribuïda a l'escola de Pedro de Mena- gaudeix de gran devoció i popularitat a la capital malaguenya. Aquest tron és considerat com el més gros de la Setmana Santa. El Natzarè del Pas és obra de l'imatger Mariano Benlliure. La Verge de l'Esperança va ser coronada canònicament l'any 1988. La seva seu canònica és la Basílica de l'Esperança. Una comissió del Cos d'Intendència de Madrid acompanya a la confraria en el seu recorregut en la matinada del Dijous Sant.
- Vera+Cruz: processó pertanyent a les Reals Confraries Fusionades de Sant Joan. realitza la processió al cristo més antic de la ciutat de Màlaga, és anònim del segle xvi. Aquesta processó es caracteritza pel seu gran recolliment, realitza estació a la Santa Església Catedral. Fins a 2014 processionava en la matinada, amb sortida ajusto a les 6.00 del matí sense passar pel recorregut oficial.

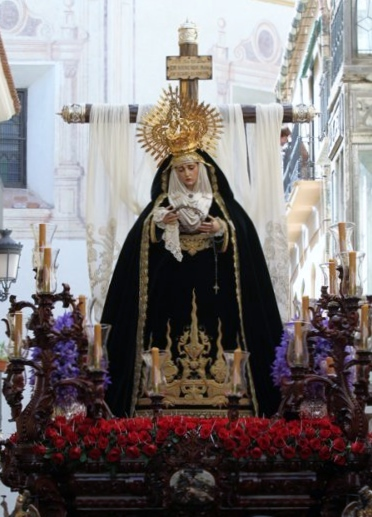
Nuestra Señora de los Dolores en su Amparo y Misericordia
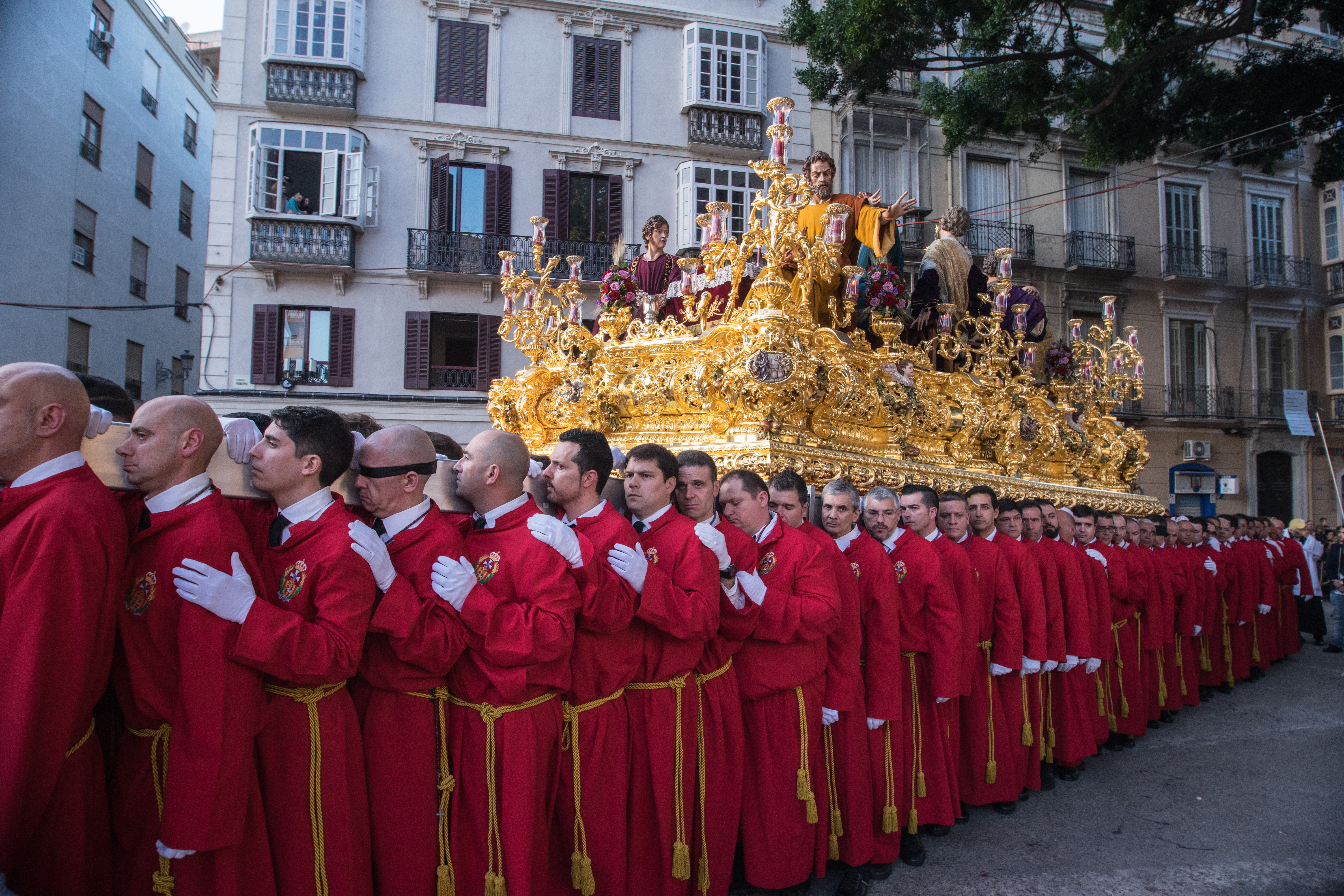
Sant sopar.
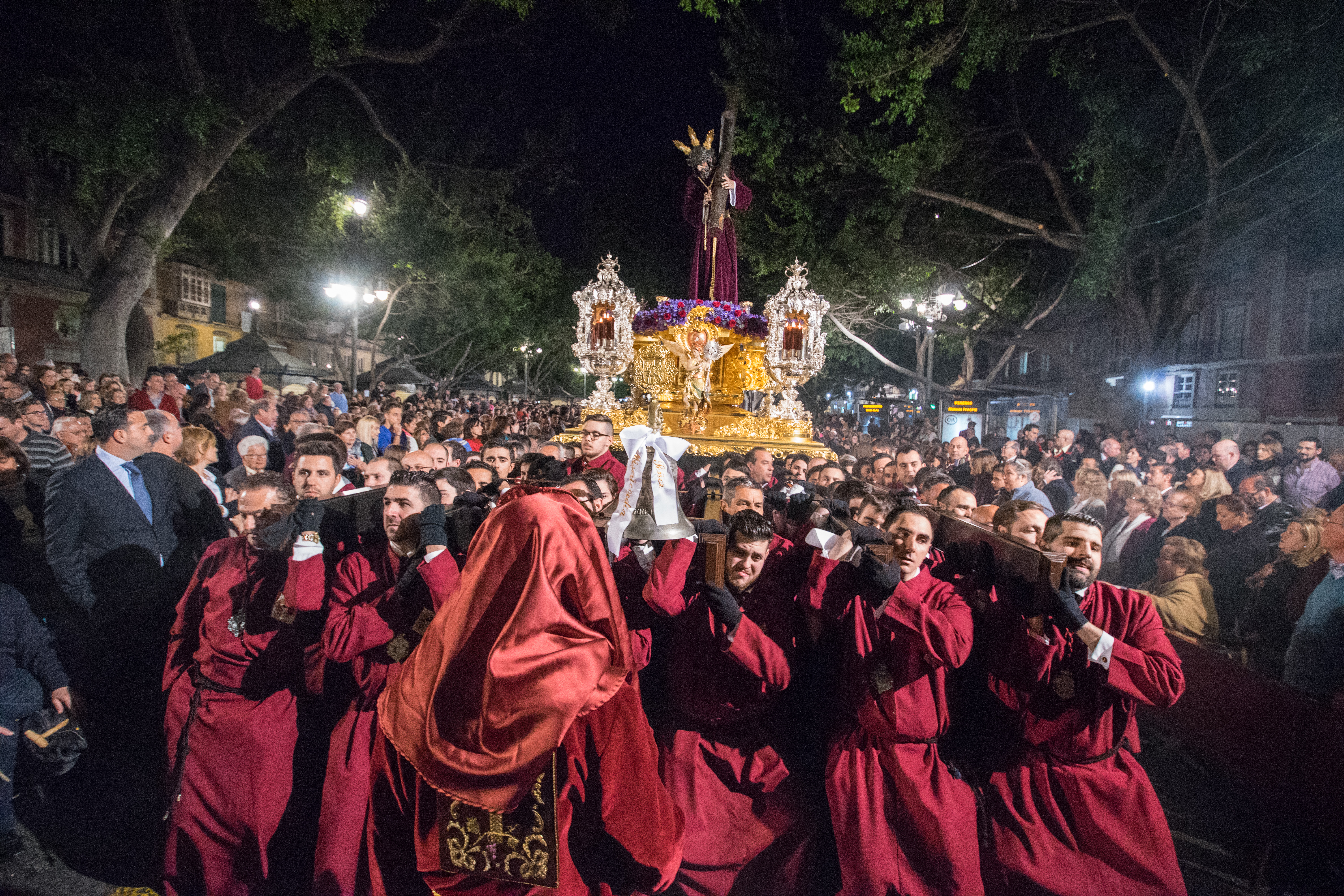
Nazareno de Viñeros
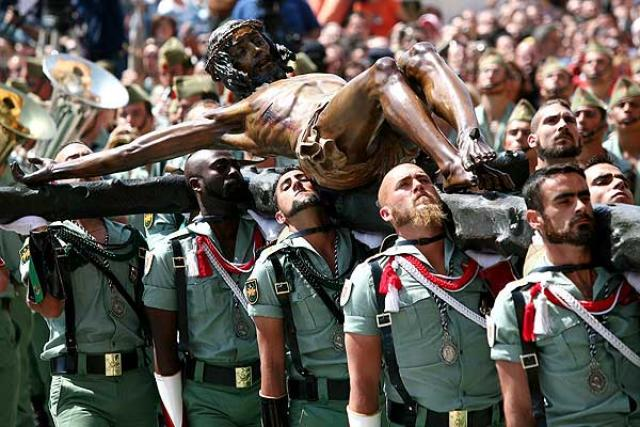
Santísimo Cristo de Buena Muerte y Ánimas
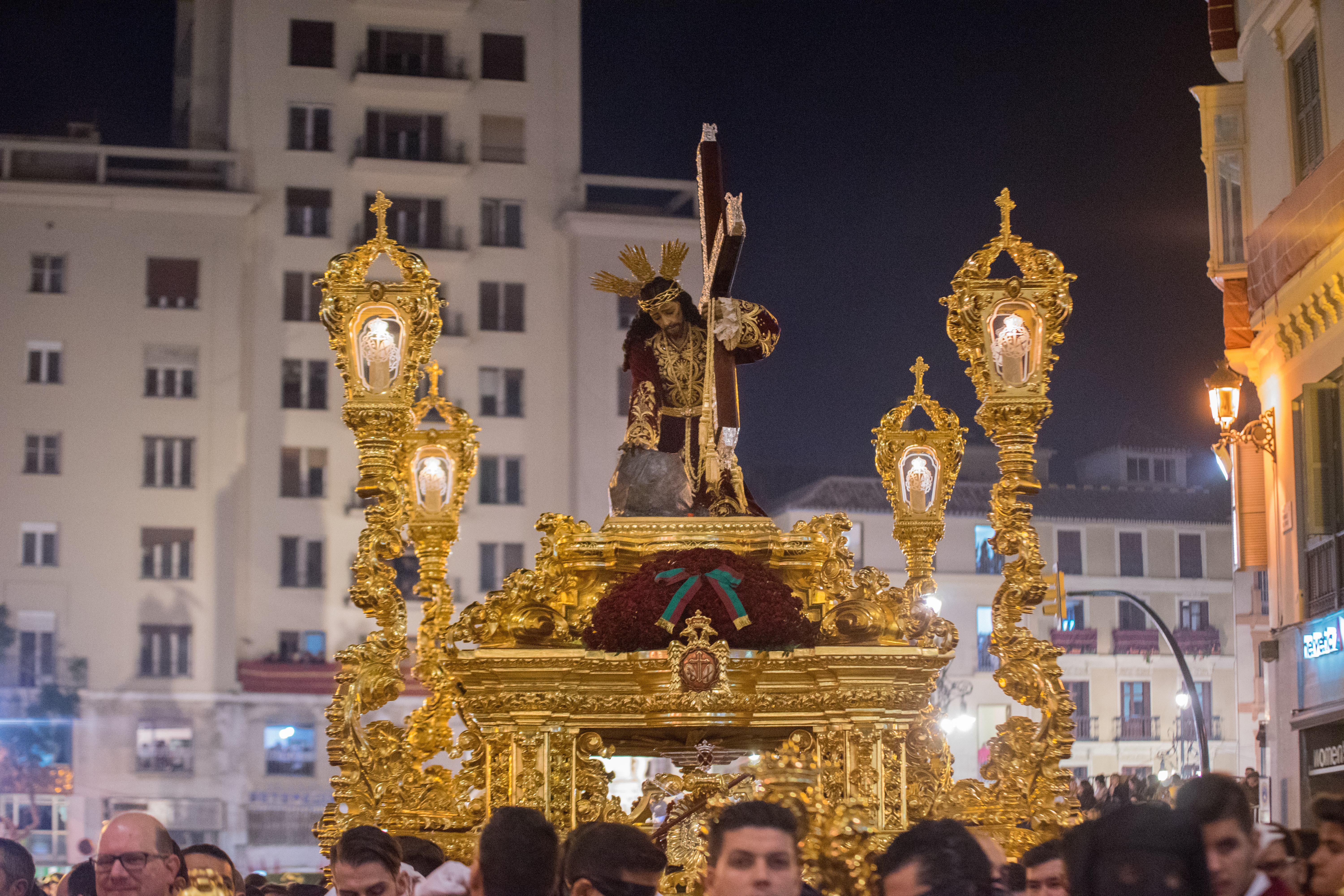
Nuestro Padre Jesús de la Misericordia
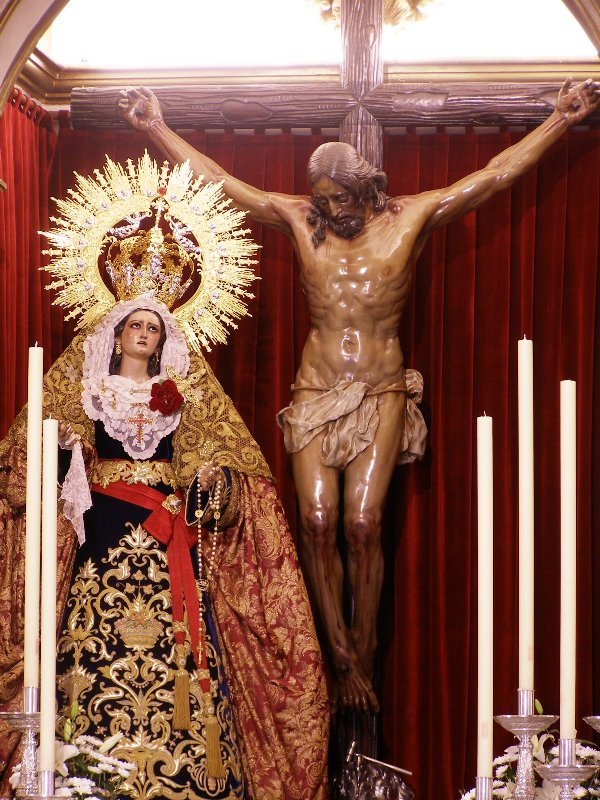
Germandat de Zamarrilla (Màlaga)
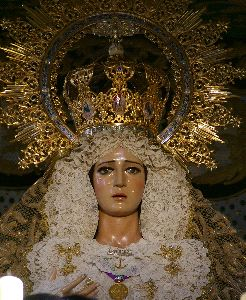
María Santísima de la Esperanza
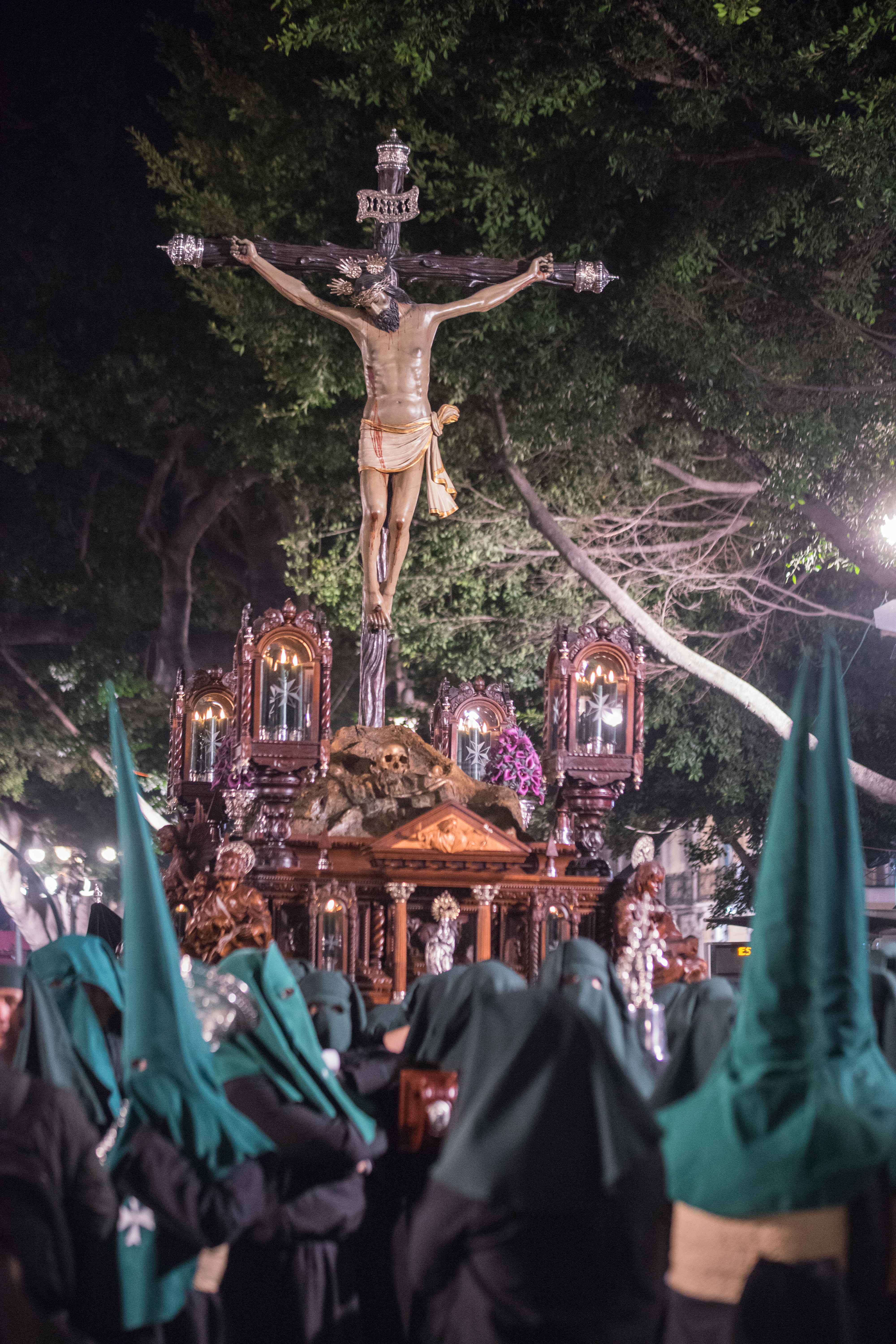
Cristo de la Vera+Cruz

- Monte Calvario: confraria que recull en les seves imatges el moment en el qual Jesús, mort, jeu en braços de la seva mare Maria i es realitza el Sant Sudari. Resideixen en una ermita al Monte Calvario, prop de la Basílica Menor de la Victòria. El festeig processional convida al recolliment i a l'oració, igual que el recent tron del Misteri és de vegades denominat com catequesis errant, en tenir unes capelles amb les estacions del Via-Crucis i en els 4 fanals de les cantonades els ancestres de Jesucrist.
- Santo Traslado: germandat que representa el trasllat que realitzen Nicodem, Stefanus i Josep d'Arimatea del cos de Jesús des del Mont Calvari fins al sepulcre acompanyat per les tres Maries. També és coneguda com la Solitud de Sant Pablo. Com a característiques principals, es poden ressenyar la desfilada d'una esquadra de soldats romans i la particularitat que tots els natzarens calcen sandàlies, mantenint una estètica dels anys 20 del segle passat; vinculada al gremi dels forners.
- Amor: confraria que realitza la processió un crist crucificat d'escasses dimensions (el més petit d'Espanya) i als seus peus una talla d'una dolorosa, la qual igual que el Crist fou obra de l'imatger malagueny Fernando Ortiz del s. XVIII, al que està dedicat una de les millors marxes per a banda de cornetes de la setmana santa, "Crist de l'Amor". La confraria de l'Amor i la Caritat, va adquirir la imatge actual de la Verge de la Caritat en 1948, obra creada per Francisco Buiza.
- Piedad: germandat que recull en les seves imatges el moment en el qual Jesús, mort, jeu en braços de la seva mare María. Resideixen en la famosa capella del Molinet. La característica més important és que Crist i Verge estan realitzats en una sola peça, obra de gran valor artístic d'estil modernista de Francisco Palma Burgos, vinculada al Cos de Correus.
- Sepulcro: confraria que provoca el silenci al seu pas, en sortir de processó amb el Crist jacent en la nit del Divendres. Amb la Verge de la Solitud, desfila una petita representació de la Marina. La confraria realitza la processió un tron per al Crist jacent en forma de cadafalc de gran mèrit artístic i una pinacoteca en estendards d'importants pintors. És la confraria oficial de Màlaga.
- Servitas: L'Ordre Tercera de Serfs de la Setmana Santa de Màlaga, que realitza la seva estació de penitència una vegada estiguin apagades totes les llums dels carrers per les quals passi. Tots els natzarens van resant durant la processó, sent una comitiva d'estil castellà.

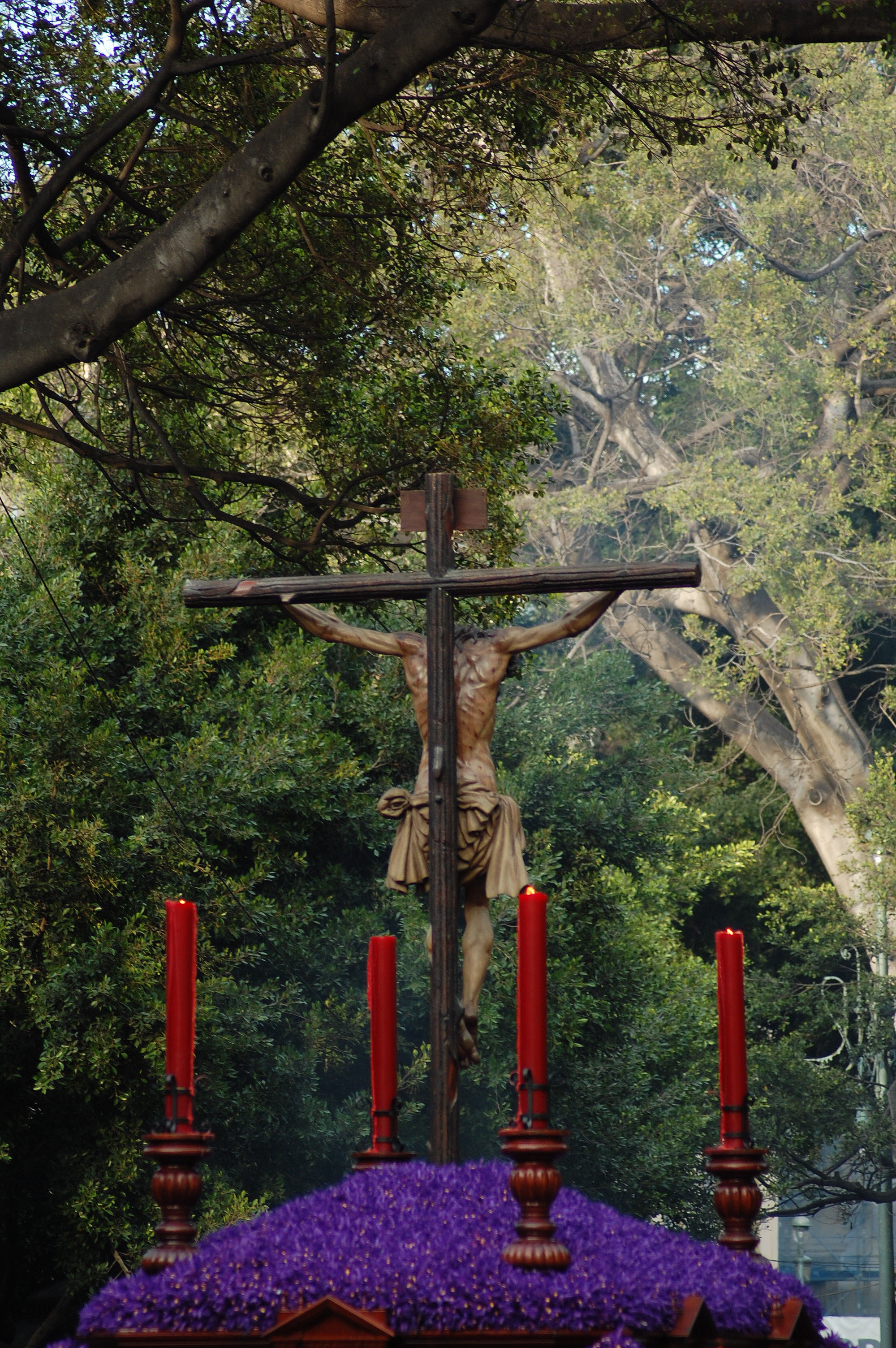
Cristo de la Redención
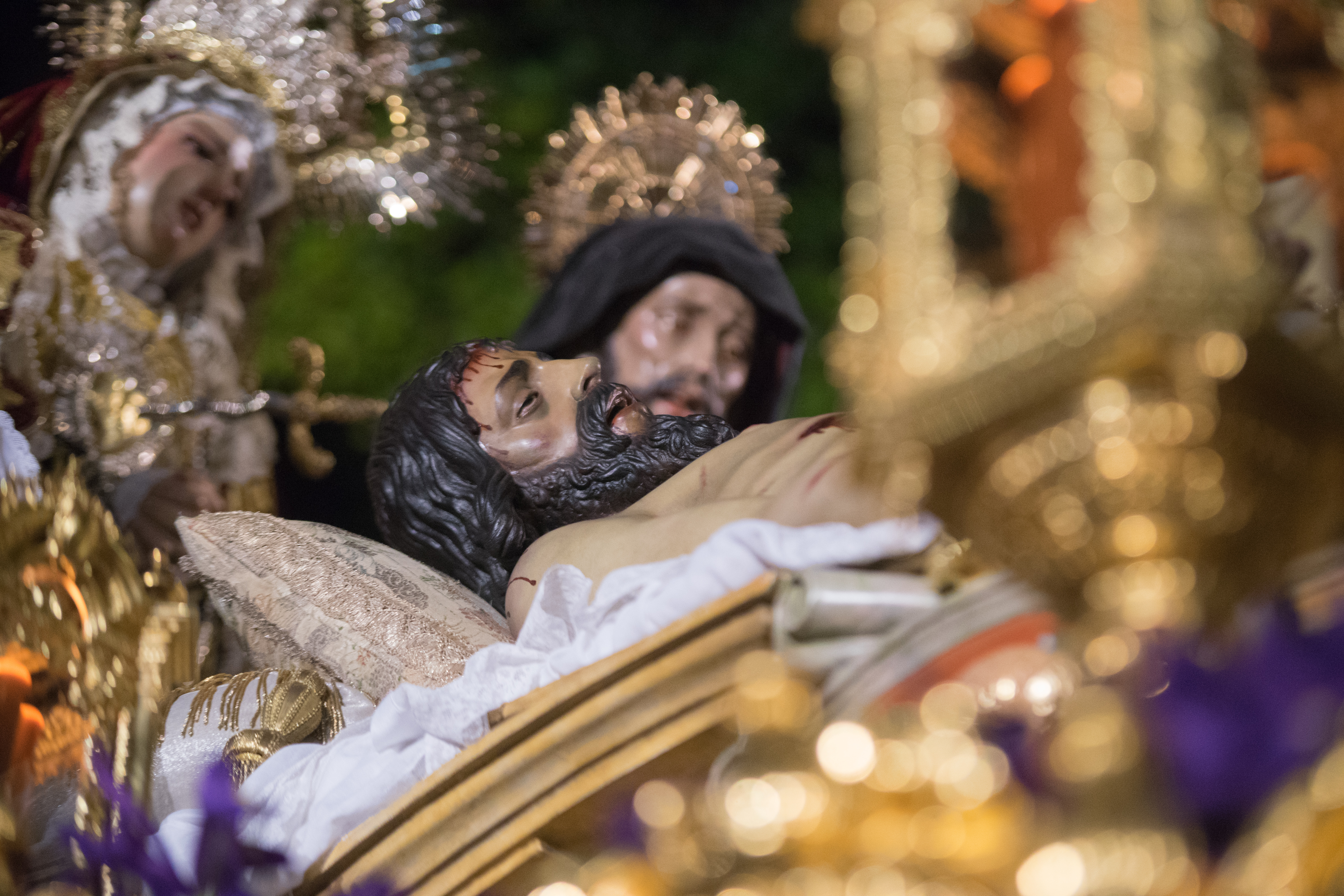
Santísimo Cristo Yacente de la Paz y de la Unidad en el Misterio de su Sagrada Mortaja
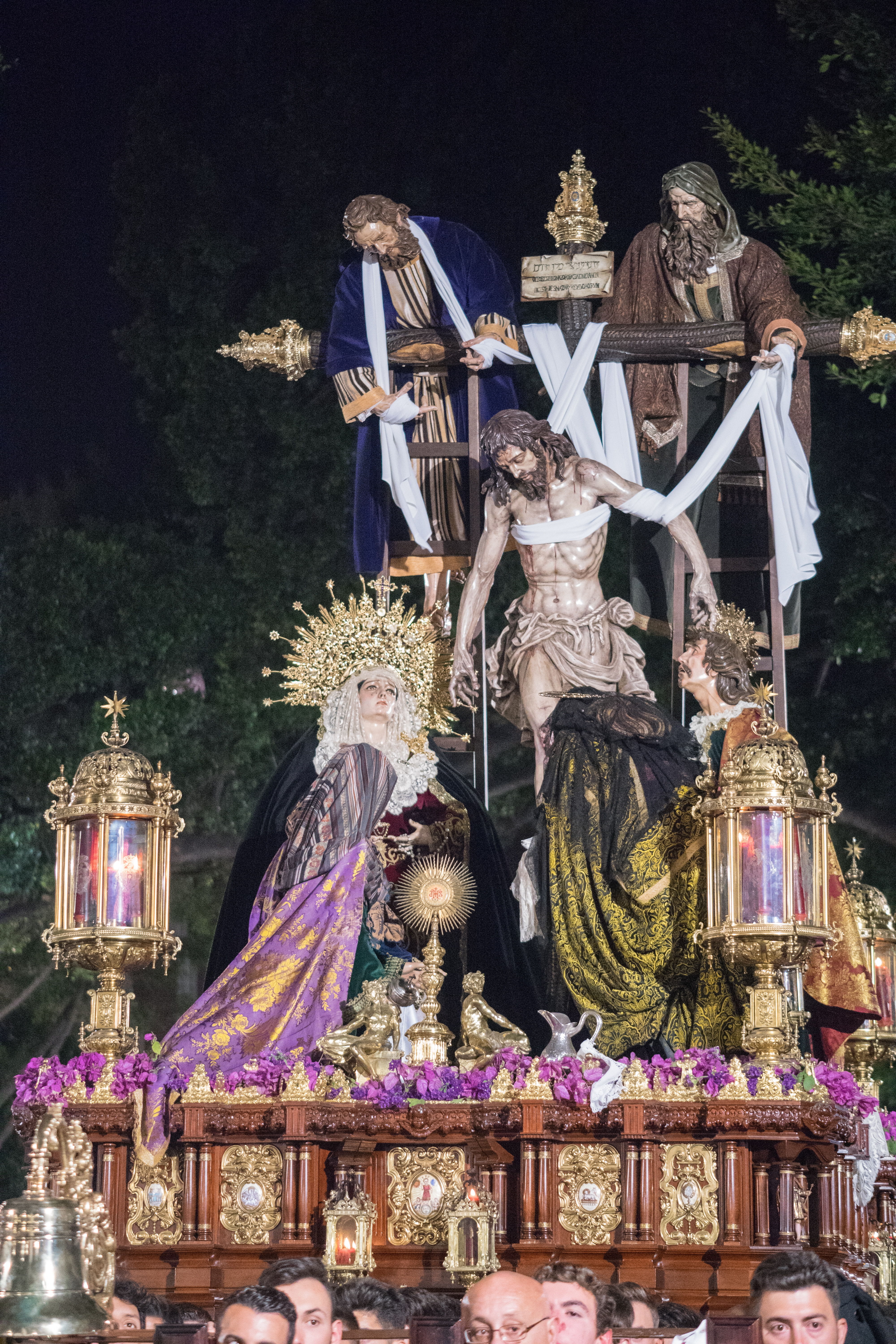
Sagrado Descendimiento
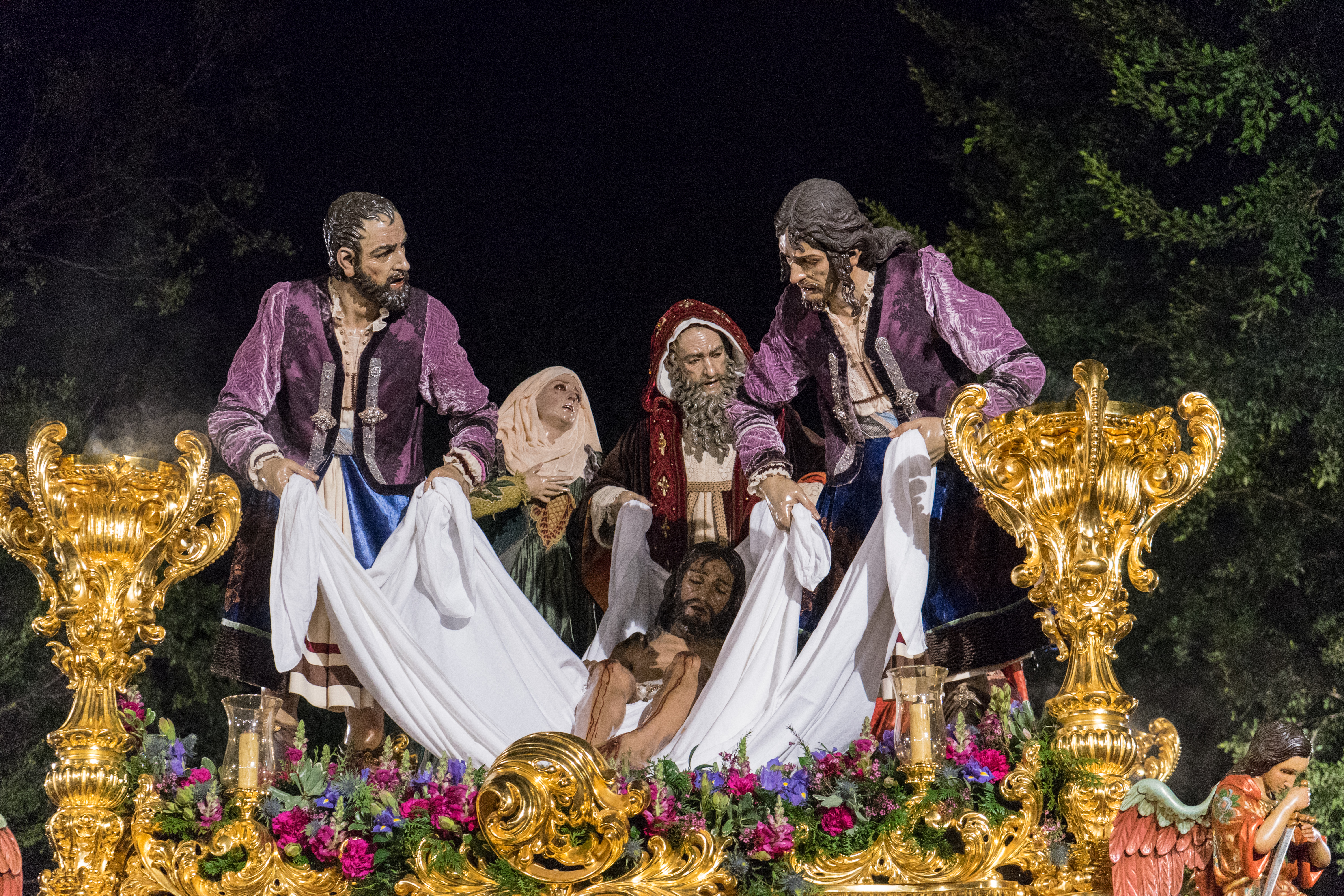
Santo Traslado
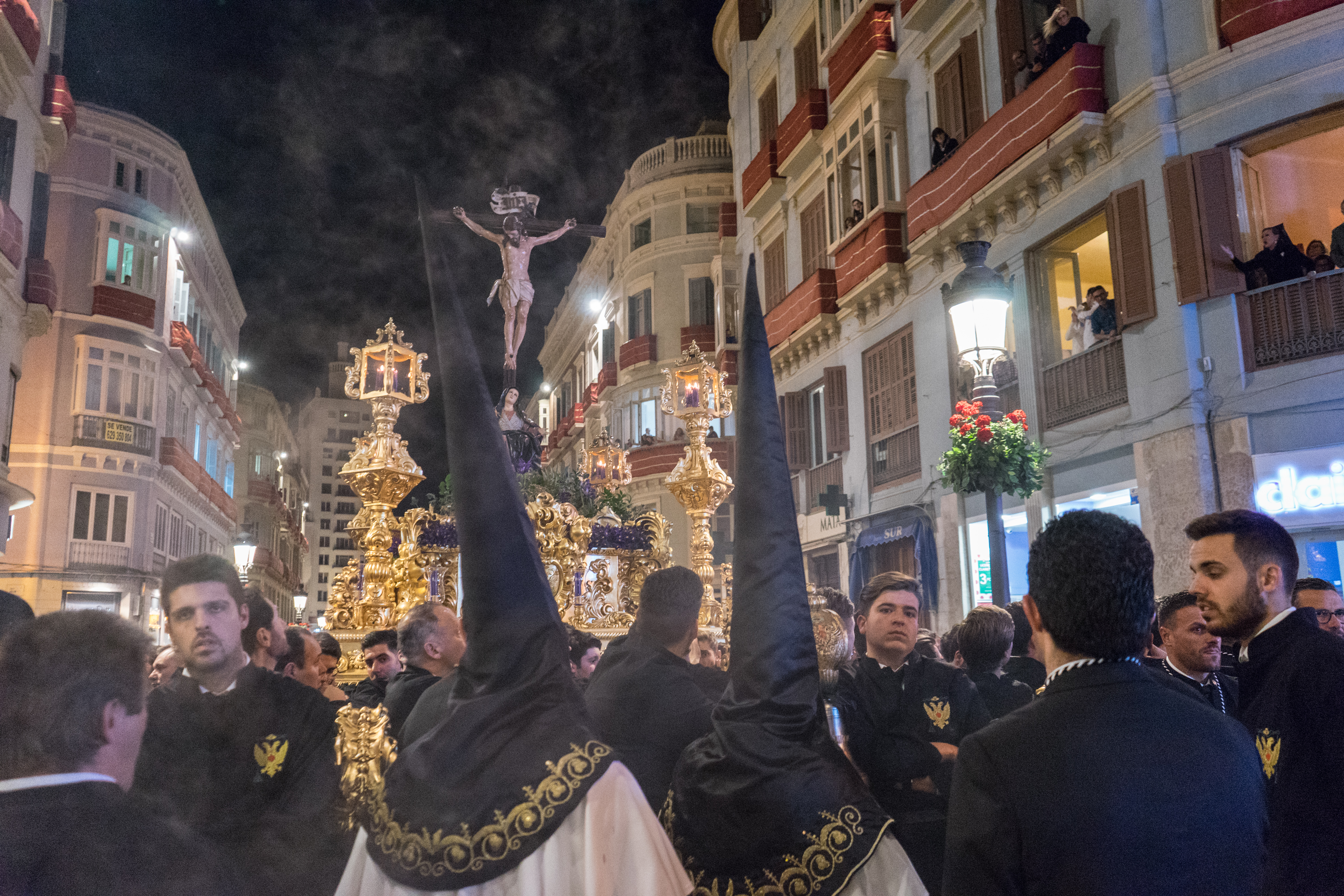
Santísimo de la Caridad
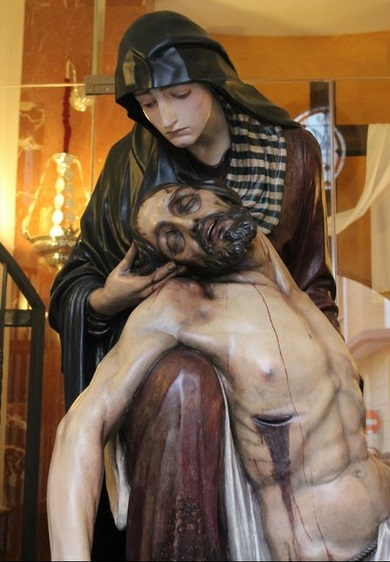
Nuestra Señora de la Piedad
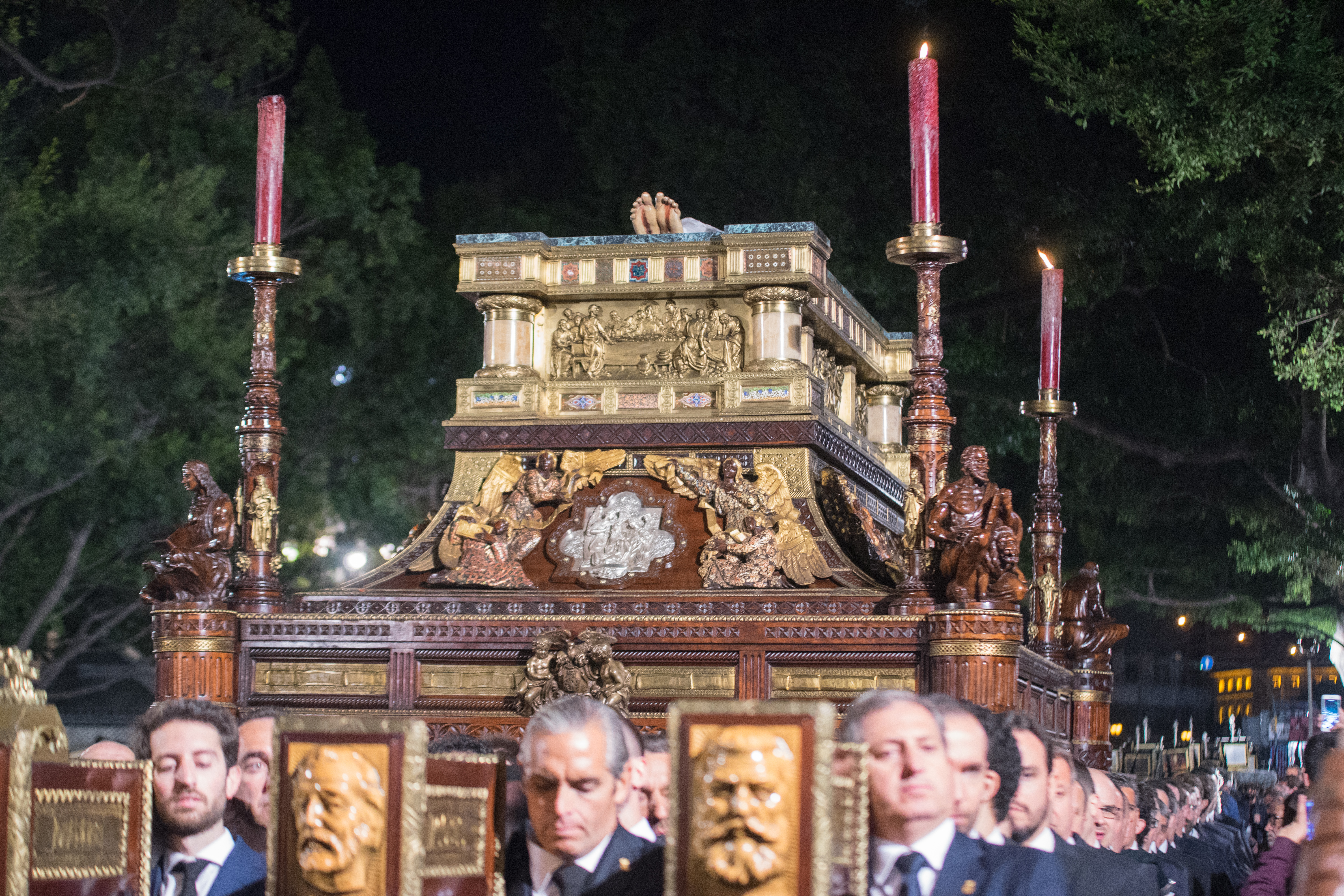
Sant Sepulcre
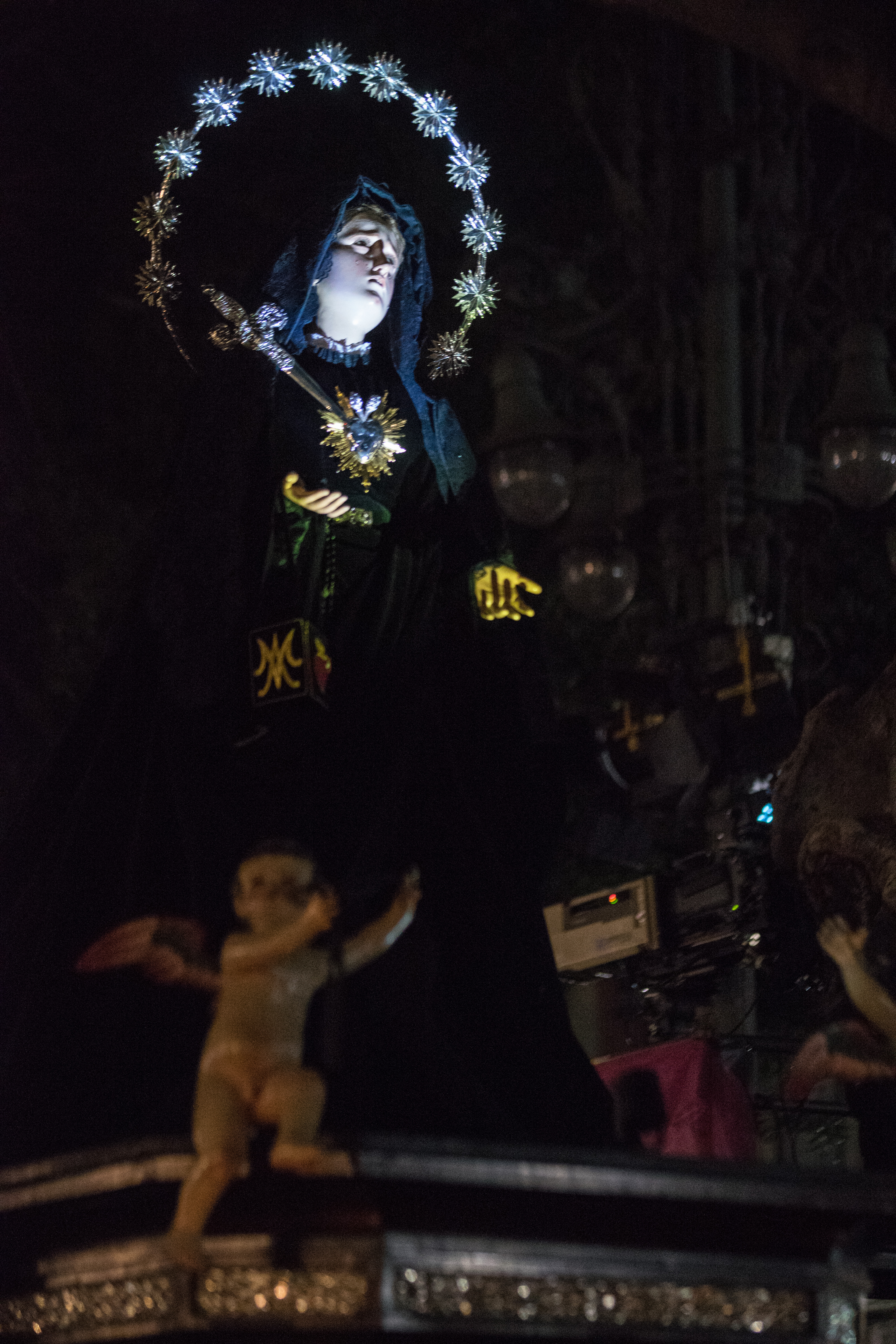
María Santísima de los Dolores

#### Diumenge de Resurrecció[30]
El Diumenge de Resurrecció no surten confraries com a tal, sinó una representació de totes les confraries de la ciutat acompanyant al festeig processional del Santíssim Crist Ressuscitat i Maria Santíssima Reina dels Cels, titulars de l'Agrupació de Confraries, destacant la imatge del Ressuscitat, obra de José Capuz Mamano, d'estil modernista i de gran valor artístic. Maria Santíssima Reina dels Cels és una obra de Luis Álvarez Duarte (1993).

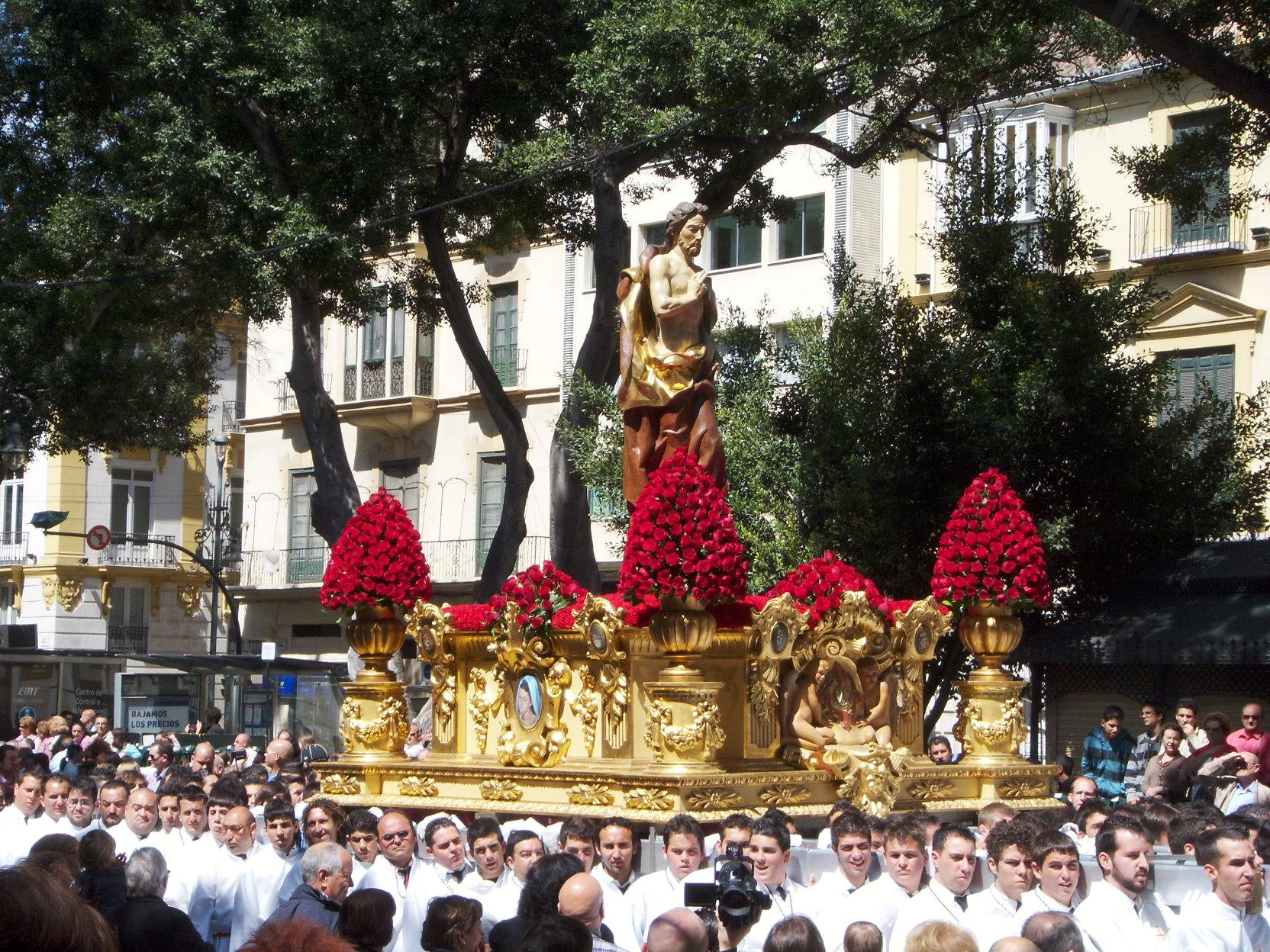
Crist ressuscitat
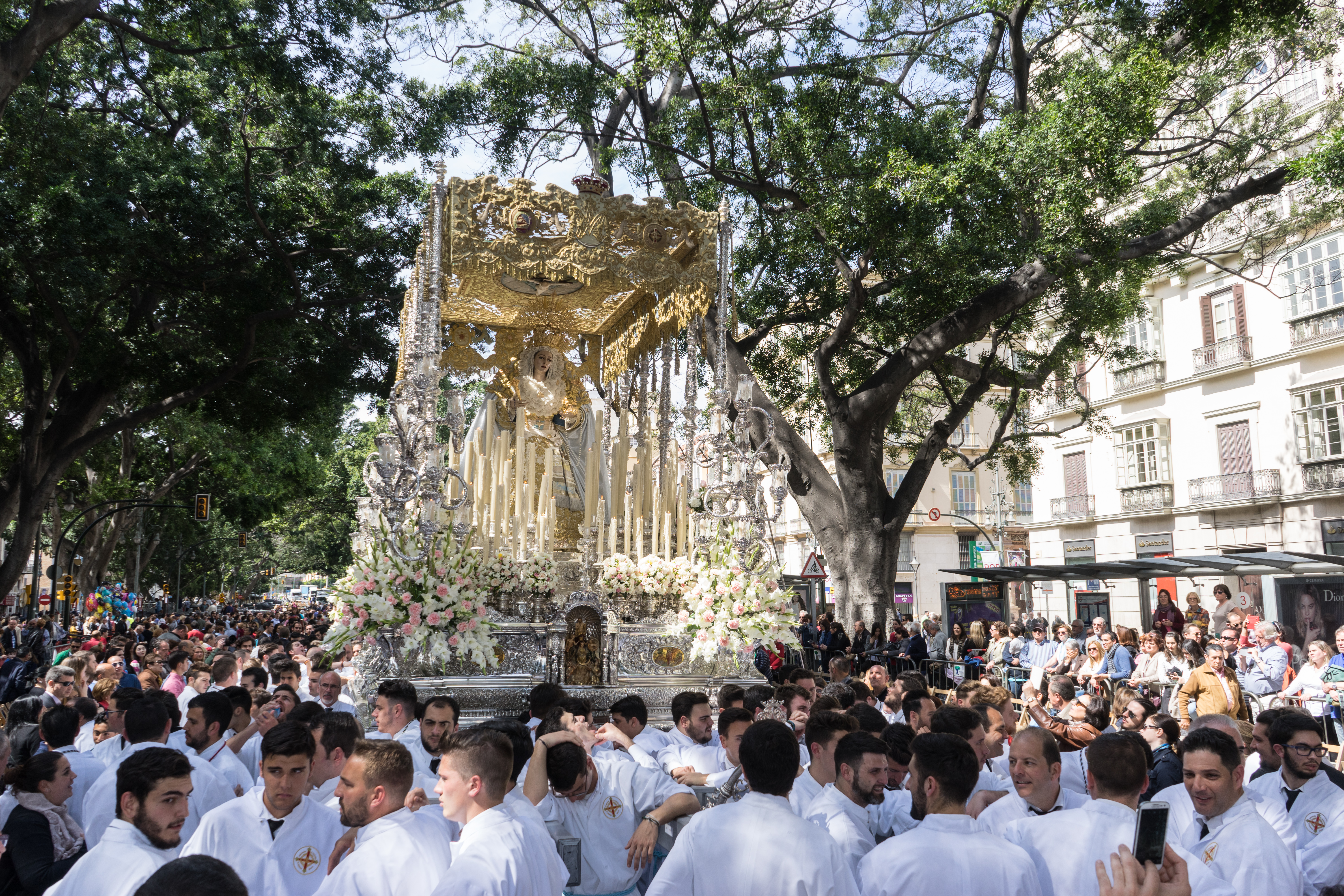
Reina de los Cielos

## Transport públic
Durant la Setmana Santa es reforcen els serveis de transport públic, tant els autobusos urbans de l'EMT, com els autobusos interurbans del Consorci de Transport Metropolità de l'Àrea de Màlaga, així com increments puntuals dels serveis ferroviaris de Rodalies i Metro de Màlaga.